# Sites archéologiques de Lyon
Les sites archéologiques lyonnais sont les lieux de la ville de Lyon où des vestiges du passé antique ont été découverts et des lieux où les chercheurs supposent qu'il existait autrefois des monuments aujourd'hui disparus.
Depuis la Renaissance jusqu'à nos jours, érudits, savants puis chercheurs spécialisés ont mis au jour des restes des temps reculés de la ville, les ont recueillis et analysés pour en comprendre la nature, l'origine et reconstituer le passé de la cité. Plusieurs monuments de grande importance ont été découverts et dégagés aux XIXe et XXe siècles.
Ces lieux sont inégalement répartis sur la région lyonnaise avec des sites particulièrement riches tels Fourvière, Vaise et le Vieux Lyon et d'autres plus modestes tels La Croix-Rousse et la Presqu'île. Enfin, les chercheurs, à partir de données fragmentaires, épigraphiques ou littéraires, s'interrogent sur des structures non encore découvertes : forum, cirque ou remparts.
Ces nombreuses découvertes ont permis de reconstituer l'évolution topographique de Lyon sous l'Antiquité, depuis les origines pré-romaines jusqu'au Ve siècle.
Les sites archéologiques, très nombreux et fouillés par des professionnels depuis la création de l'atelier municipal des fouilles en 1933 sont classés géographiquement.
La richesse des découvertes a permis aux chercheurs de réaliser des synthèses de plusieurs structures urbaines qui caractérisent la ville lyonnaise antique : l'habitat, la production artisanale de poterie, la gestion de l'eau, l'enceinte.

## Historique des fouilles et découvertes

### Disparition des monuments antiques au Moyen Âge
Au Moyen Âge, la plupart des monuments de la cité antique sont détruits ou ont disparu sous la végétation. Beaucoup d'éléments sont réutilisés pour les constructions de la ville médiévale, et le calcaire bâti est brisé pour être transformé dans des fours à chaux. Au XVe siècle, peu de vestiges restent visibles ; quelques tombeaux, dont le tombeau dit des « Deux-Amants », des arcades à Fourvière et sur la Croix-Rousse, des pans de murs et des piles d'aqueducs. De nombreux blocs de pierre réemployés dans le bâti présentent comportent des textes épigraphiques visibles ou cachés (pont de la Guilotière, cathédrale Saint-Jean). D'autres constructions nouvellement bâties utilisent des substructions antiques comme fondation de leur propre construction,.

### Redécouverte à la Renaissance
À la Renaissance, la mouvance humaniste incite les érudits locaux à rechercher des origines antiques à leur cité, et les Lyonnais n'échappent pas à cette tendance, recherchant les traces existantes, les notant et imaginant à partir d'elles un récit des origines largement empruntées à l'imaginaire.
Le premier humaniste lyonnais à avoir emprunté cette voie est Pierre Sala. Il acquiert en 1492 une vigne sur Fourvière connue pour receler des vestiges d'antiquités romaines et y fait bâtir une maison qu'il nomme l'Antiquaille. Il y rassemble objets antiques et pierres gravées. Ses notes non publiées, contenant quatorze inscriptions, forment les premières études archéologiques lyonnaises.
Le groupe d'humaniste lyonnais s'intéresse à l'histoire antique de leur ville et tentent de réunir chacun chez lui objets et inscriptions, constituant des amorces de collections privées. Ils les étudient et certains publient des ouvrages les décrivant et reconstituant l'histoire de Lyon. Parmi eux citons Symphorien Champier ou Claude Bellièvre, qui réunit un grand nombre de trouvailles dans son Jardin des antiques, montée du Gourguillon. Bellièvre, échevin de la ville, fait acheter à celle-ci la table Claudienne lorsqu'elle est découverte en 1528. Il rédige un grand nombre de notes dont la plupart sont encore inédites. Le neveu de Bellièvre Nicolas de Lange récupère la collection de son oncle et l'enrichit en la transférant dans sa propre maison de l'Angélique. Parmi les érudits de l'époque qui décrivent les pièces découvertes à Lyon il y a également Guillaume de Choul, numismate et historien qui ne publie rien de son vivant et son ami Gabriel Syméoni qui collectionne les pièces et pierres puis rédige le premier inventaire des vestiges antiques de Lyon, avec plus d'une centaine de dessins encore non publiés,.

### AuxXVIIeetXVIIIesiècles
Au XVIIe siècle, Jacob Spon publie une compilation du savoir de l'époque et retranscrit plus de 150 inscriptions dans un ouvrage de 1673, Recherche des antiquités et curiosités de la ville de Lyon, qui fait date. Premier véritable archéologue lyonnais, il devient la référence sur l'archéologie lyonnaise jusqu'à François Artaud. Il inspire immédiatement Claude François Menestrier qui reprend une histoire de Lyon qu'il venait d'écrire pour s'appuyer sur les vestiges décrit par Spon. En cette deuxième moitié du XVIIe siècle, de nombreux cabinets de curiosité se fondent à Lyon, où les pièces archéologiques prennent place aux côtés d'autres objets de curiosités.
Fondée en 1700 par un groupe de notables locaux, l'Académie des sciences, belles-lettres et arts de Lyon s'intéresse et publie des communiqués dès qu'une découverte particulière est réalisée sur Lyon et les environs. Ainsi, l'autel taurobolique excavé en 1704 ou la jambe d'une statue sortie de la Saône en 1766 sont immédiatement analysés dans plusieurs publications. Ces publications fournissent souvent des indications utiles sur le contexte archéologique de la découverte. Au sein du groupe de passionnés qui échangent et écrivent sur ces trouvailles, certains acquièrent une notoriété méritée, issue de travaux d'envergure. Le meilleur exemple est G. M. Delorme qui réalise une large étude des aqueducs romains, avec des tracés et des dessins posant les bases des analysées postérieures de ces vestiges.
C'est au XVIIIe siècle également que des histoires de Lyon commencent à intégrer les découvertes archéologiques dans leur description de l'antiquité de la ville, n'hésitant pas à critiquer des positions antérieures fondées essentiellement sur des légendes. Le premier à s'engager sur cette voie est le père Dominique de Colonia en 1733. Par ailleurs, un nouveau type d'ouvrage traitant des restes antiques lyonnais apparaît : les guides pour les voyageurs étrangers décrivant les ruines et vestiges archéologiques, tel celui d'André Clapasson de 1741.

### AuXIXesiècle

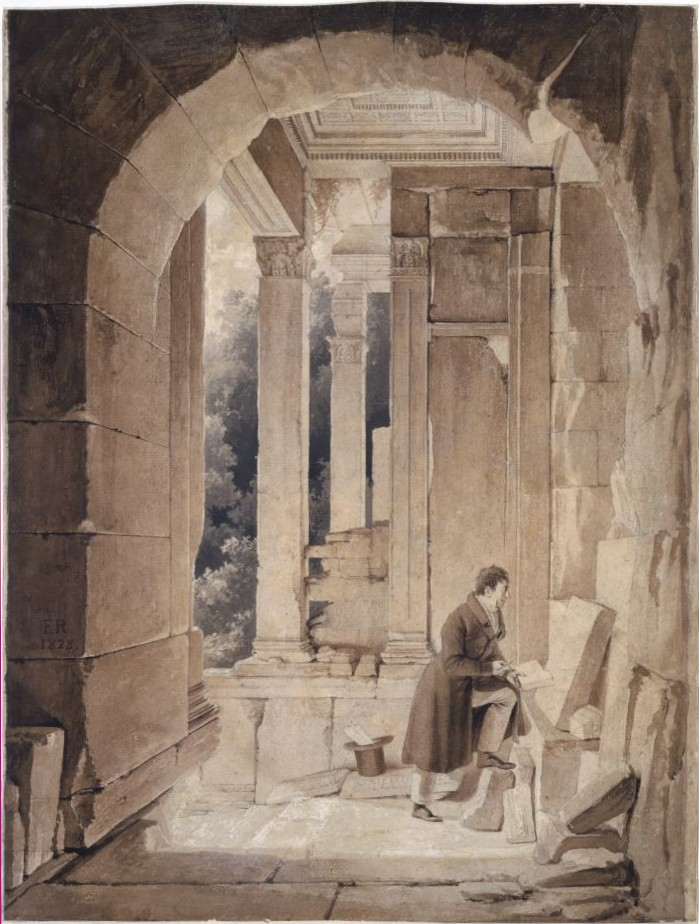
Lavis de Fleury Richard - "François Artaud copiant une inscription dans le temple de Diane à Nîmes", MBA Lyon, inv. H 825

Le XIXe siècle voit l'essor à Lyon de la passion et de la pratique de plus en plus structurée de l'archéologie. Le domaine est dominé au début du siècle par la figure de François Artaud, premier conservateur du musée de Lyon et très actif dans le rassemblement des pièces disséminées en ville ou le travail éditorial. Ses successeurs poursuivent dans cette voie et permettent au musée Saint-Pierre de rassembler progressivement une très importante collection, tout en publiant des ouvrages et des articles sur l'archéologie lyonnaise. Progressivement des érudits se rassemblent en sociétés savantes qui suivent les découvertes, animent les débats et publient des articles dans un certain nombre de revues.

#### François Artaud: 1802-1830
Au début du XIXe siècle la municipalité et un cercle d'érudits organisent la création d'un musée destiné, entre autres, à rassembler l'ensemble des découvertes archéologiques lyonnaises, au sein de l'abbaye Saint-Pierre. Le premier directeur, François Artaud, soutenu par des érudits passionnés tel Nicolas-François Cochard, mène activement cette politique de réunion au sein du Palais des arts de toutes les pièces archéologiques de la ville, que ce soit par achat ou, le plus souvent en sollicitant des dons. Ces carnets témoignent d'une véritable démarche archéologique et il laisse derrière lui de nombreux textes décrivant ses découvertes. Il guide ainsi la première fouille de l'amphithéâtre, qu'il interprète comme une naumachie. Il met en place une politique de suivi des travaux de voirie de la ville, et d'acquisition systématique des objets archéologiques découverts. Il mène également une recherche archéologique dans la Saône pour tenter de retrouver le corps d'une statue dont on avait retrouvé une jambe. Il ne retrouve pas la statue mais d'autres pièces antiques. François Artaud fournit un important travail de recherche et de compilation : catalogue commenté du musée, travaux sur les mosaïques, reconstitution du plan du Lyon antique, etc.

#### Les directeurs du Musée de Lyon après Artaud

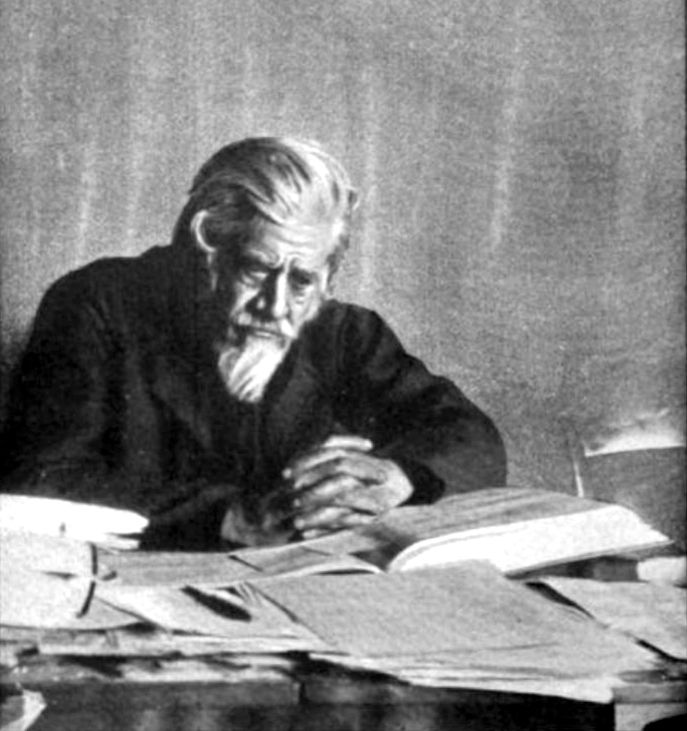
Auguste Allmer en 1899, photographie issue de la Revue du Lyonnais, vol. 29-30, 1900.

Les travaux et la politique d'Artaud seront poursuivis par ses successeurs. Ainsi, Ambroise Comarmond publie en plusieurs fascicules la Description du musée lapidaire de Lyon entre 1846 et 1854, dans lequel il présente l'ensemble des inscriptions, amphores et statues conservées avec, régulièrement, le contexte archéologique de la découverte. À la même époque, l'épigraphiste Alphonse de Boissieu publie Les inscriptions antiques de Lyon, avec des gravures de Jean-Marie Fugier. Il publie également un inventaire des pièces du musée, qui sera repris et amélioré par son successeur Martin-Daussigny. Celui-ci tient un registre des entrées de nouvelles pièces au musée, avec souvent des indications sur les circonstances de la découverte. Il surveille également les travaux urbains, publiant de véritables rapports de fouilles, notamment dans le quartier des Terreaux. C'est une découverte réalisée dans le Jardin des Plantes qui lui fait avancer l'hypothèse de la présence de l'autel des Trois gaules sur les pentes de la Croix-Rousse. Le successeur de Martin-Daussigny à la tête du musée antique de Lyon, Auguste Allmer publie entre 1888 et 1893 une importante recensions des inscriptions antiques du musée, ainsi qu'un rapport de fouilles très pointu pour l'époque décrivant les découvertes effectuées lors des travaux du chemin de fer au Trion.

#### Le milieu des érudits lyonnais

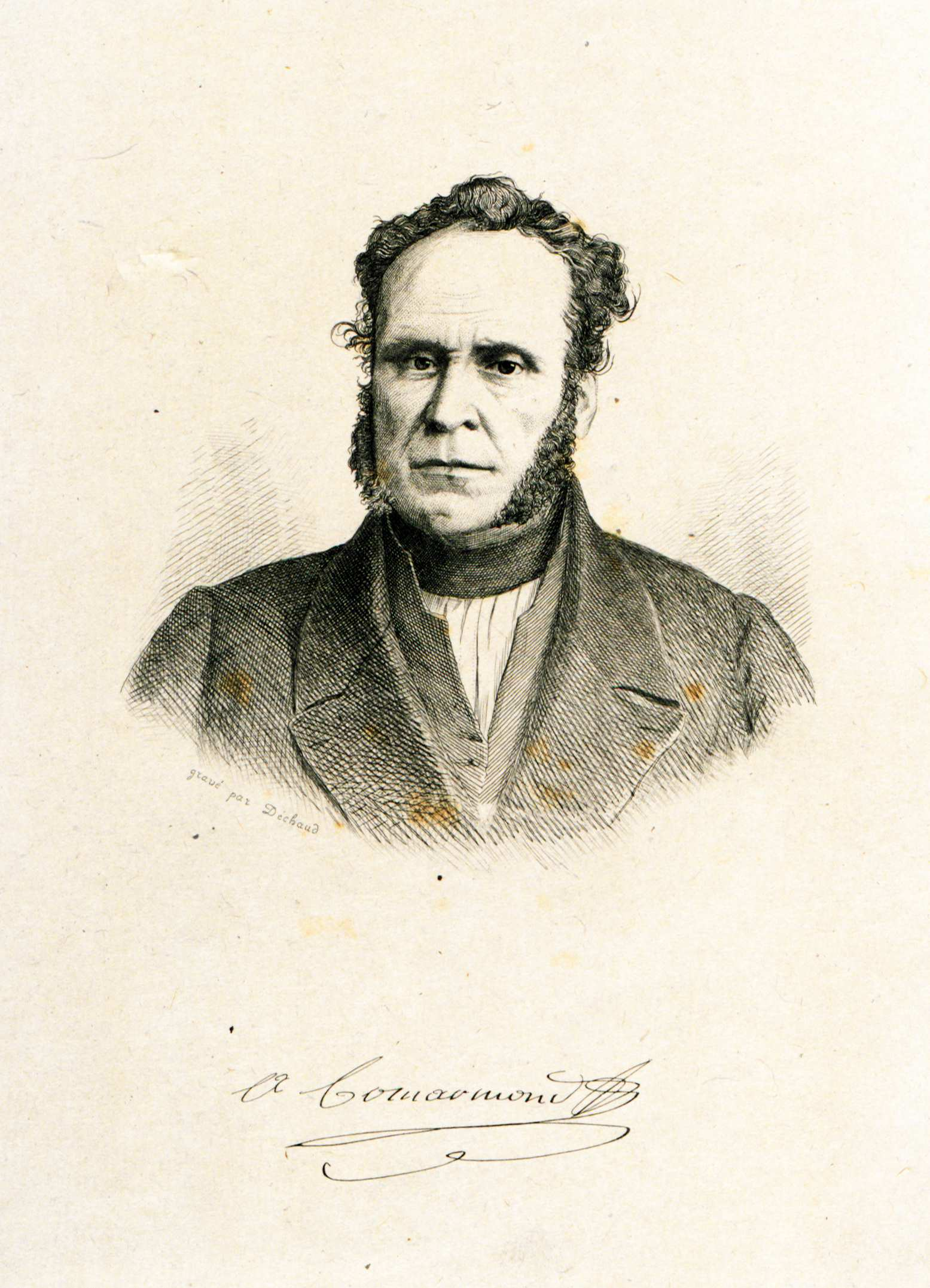
Ambroise Comarmond, gravure vers 1850, ADR, Fonds Galle, FG/B632.

En 1857, un comité d'histoire et d'archéologie est constitué au sein de l'Académie de Lyon, qui rend compte de toutes les découvertes lyonnaises et publient des articles réunis dans les Mémoires de l'Académie. Les membres sont particulièrement actifs, participant à des congrès d'archéologie, notamment celui de 1862 où Martin-Daussigny, très actif au sein de ce groupe, présente la première synthèse de la topographie antique lyonnaise.
Le milieu des passionnés d'archéologie, outre sa surveillance des découvertes fortuites lors des travaux de voirie, se met à rechercher activement des édifices historiques et élabore de multiples hypothèses sur la localisation ou l'apparence des monuments antiques. Les deux monuments alimentant le plus les débats sont l'autel des Trois-Gaules et l’amphithéâtre du martyre de 177. Les découvertes et débats sont relayés à la fois par de nombreuses revues tenues par des sociétés savantes, mais également par les journaux généralistes locaux ; toutes ces sources étant à présent utiles pour retrouver et localiser d'anciens sites archéologiques.
De nombreux érudits publient également des monographies entrant quelquefois en concurrence. Ainsi, dans les années 1850, Alphonse de Boissieu, publie en même temps que Comarmond des fascicules décrivant les antiquités rassemblées au musée de Lyon. Leurs querelles de personnes et d'interprétations est avivée par quelques autres personnes tel le docteur Monfalcon qui publie dans les années 1860 une Histoire monumentale de la ville de Lyon et sa propre version d'un catalogue des pièces lapidaires du musée. À la fin du XIXe siècle, de même, les savants Martin-Daussigny et Allmer sont en conflit.
Des érudits et savants soutiennent également la recherche archéologique en publiant des ouvrages de références aidant les chercheurs, que ce soient des biographies, des descriptions d'archives et des bibliographies. Monfalcon entreprend également d'éditer plusieurs manuscrits d'anciens antiquaires et archéologues lyonnais dont Spon, Symeoni, Bellièvre ou Artaud. Parmi les travaux très utiles pour leur riche iconographie de pièces antiques, il est possible de citer l'ouvrage de l'historien André Steyert paru à la fin du siècle.

### AuXXesiècle

#### Début duXXesiècle- Les archéologues de la Faculté des Lettres

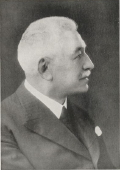
Camille Germain de Montauzan

Au début du XXe siècle l'archéologie lyonnaise est portée par les figures de Camille Germain de Montauzan et Philippe Fabia. Montauzan a travaillé à faire un point exhaustif sur les connaissances concernant les aqueducs lyonnais, rédigé essentiellement dans sa thèse de 1908 qui demeure longtemps la source de référence sur le sujet. Fabia étudie quant à lui surtout les mosaïques romaines et publie deux ouvrages importants en 1923 et 1924. Ces deux professeurs d'université ont créé l'Association lyonnaise de recherches archéologiques. Ils ont également conduit un ensemble de fouilles sur la colline de Fourvière entre 1911 et 1933. À la même époque, l'historien Arthur Kleinclausz réalise une synthèse historique comprenant l'antiquité.
Le début du XXe siècle connait en revanche une certaine désaffection pour l'étude de l'archéologie funéraire, qui dure une bonne partie du siècle. Ainsi, les archéologues ne profitent-ils pas du développement de la médecine légale à Lyon avec les personnes d'Eugène Lacassagne et Edmond Locard. Leur intérêt se porte, et pour longtemps sur les monuments tels les aqueducs et, dans l'entre-deux guerres, le théâtre et l'odéon.

#### Atelier des fouilles - Théâtre antique - 1933 - 1945
En 1933, les recherches archéologiques à Lyon prennent une tournure très différente avec la création du premier service archéologique municipal, nommé « l'Atelier municipal des fouilles ». Celui-ci prend corps au moment où, sous l'impulsion du maire Édouard Herriot, une grande phase de fouille programmée dégage le théâtre, l'Odéon puis l'amphithéâtre. Ces travaux sont dirigés initialement par l'ingénieur de voirie Lapeyre et l'archéologue Pierre Wuilleumier. Ceux-ci commencent par dégager le théâtre, puis, à partir de 1941, l'odéon. La direction des opérations passe à Amable Audin en 1952. Si la réhabilitation immédiate du site a permis sa réutilisation en tant que lieu de spectacle dès 1946, il a interdit immédiatement une étude plus poussée des vestiges.

#### Amable Audin - 1945 - 1975
Sur cette période, les découvertes ont lieu essentiellement de manière fortuite, lors de construction de réseaux ou de projets immobiliers. Durant cette période, Audin a suivi de nombreux chantiers et établi des plans et études au cours des travaux, permettant de rassembler de nombreux renseignements qui sans lui auraient disparu sans aucun écho. Il compile un grand nombre d'observations sur les sites de Fourvière, des plaines de Vaise et du cinquième arrondissement. Parmi les relevés importants qu'il réalise, il est possible de citer :
- En 1953, un mur romain et un bassin en marbre place de Fourvière,
- En 1962, une voie et un mur place François-Bertras,
- En 1964, des pierres gravées de remploi de l'ancienne église Saint-Pierre place Alfred-Vanderpol,
- En 1966, un groupe de dolia, quai des Étroits[14].

En 1964, la mairie de Lyon crée six emplois permanents au service archéologique.
Sur cette même période, plusieurs sites archéologiques majeurs lyonnais sont mis au jour : la basilique Saint-Laurent-de-Choulans supervisée par Wuilleumier et Leroy-Gourhan, la nécropole chrétienne de Saint-Irénée en 1951, et, à partir de 1967 les fouilles de l'amphithéâtre dirigées par Audin. La fouille de Saint-Laurent-de-Choulans est notable pour être la première où une étude anthropologique a été effectuée par André Leroi-Gourhan,.

#### Création du musée de la civilisation gallo-romaine

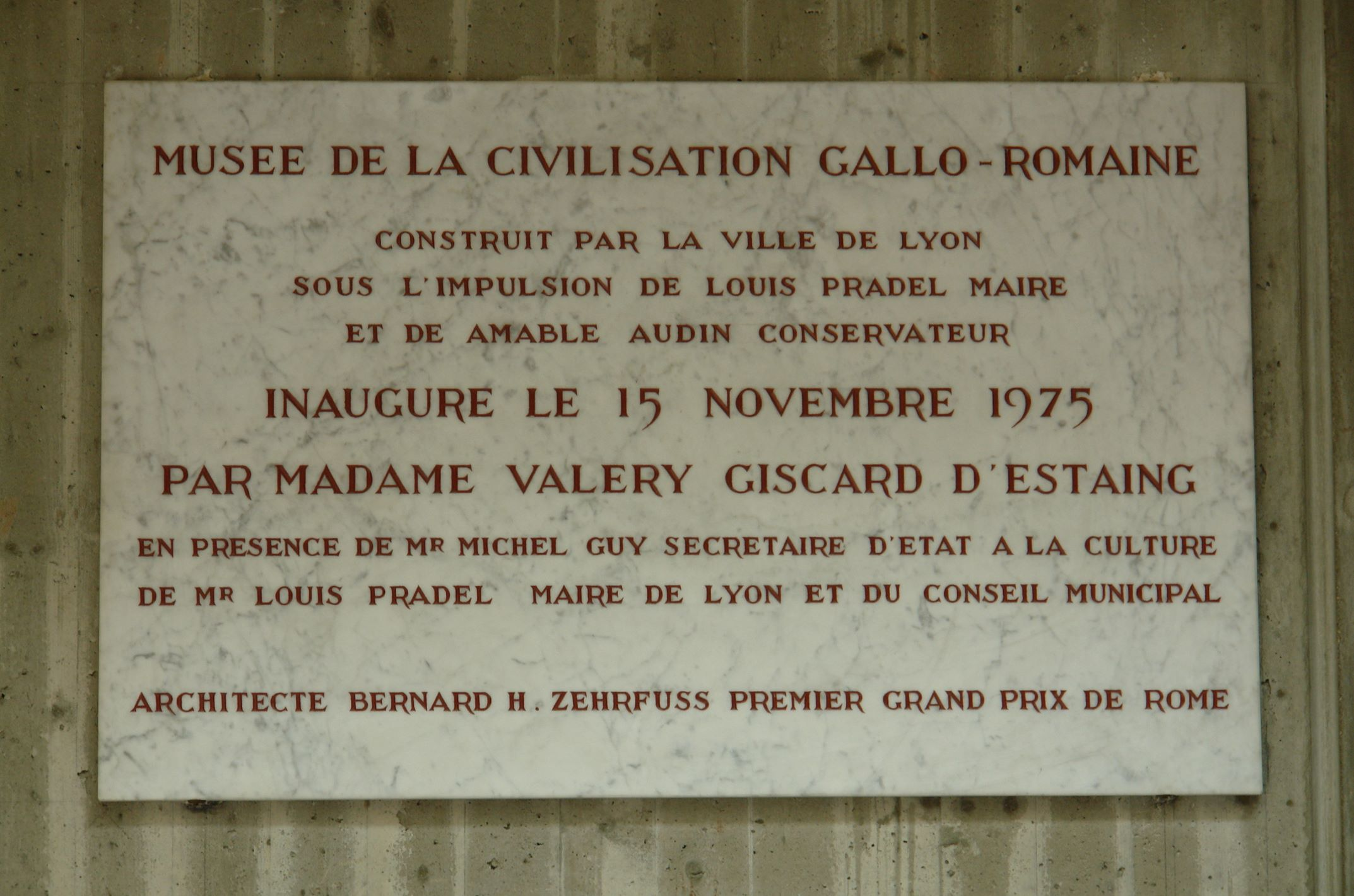
Plaque d'inauguration du musée gallo-romain, à présent musée Lugdunum.

La volonté des directeurs du musée des Beaux-Arts de Lyon de conserver l'ensemble des pièces archéologiques de Lyon, mène au cours du XIXe siècle, et surtout du début du XXe siècle, à une saturation de la place au sein de ce palais Saint-Pierre, pourtant vaste. Ainsi, un dépôt archéologique est créé au sein de l'ancienne villa Magneval pour accueillir les pièces issues des fouilles des théâtres antiques de Fourvière qui ne pouvaient aboutir sous les arches du jardin du musée. L'ouverture du musée Gadagne en 1921 a permis de délester le musée saturé de l'ensemble de sa collection épigraphique médiévale et moderne.
Mais le grand déplacement a lieu en 1975 lorsque s'ouvre le musée gallo-romain qui accueille l'ensemble des collections archéologiques du palais Saint-Pierre.

#### Archéologie de sauvetage - années 1970 - 1980
Durant les années 1970, de nombreux sites archéologiques sont découverts à la suite des multiples chantiers ouverts dans la ville, mais aucune mesure de sauvegarde ni même de préparation des fouilles n'est organisée, certaines fouilles étant même complètement négligées pour tenir les délais de la construction. Parmi les sites très mal ou pas fouillés pendant cette période il est possible de citer la place Bellecour, le musée gallo-romain ou les Hauts de Saint-Just, rue des Tourelles. Cette désinvolture finit à la fin des années 1970 par émouvoir l'opinion publique et dès 1978, une campagne de fouille est programmée et tenue sur le site du Verbe Incarné, rue Radisson.
Durant les années 1970, les chantiers de fouilles de sauvegarde les plus notables sont : 
- 1971-1974 : églises paléochrétiennes de Saint-Just
- 1973-1975 : habitat romain des Hauts-de-saint-Just
- 1974-1980 : thermes et habitats de la rue des Farges
- 1977-1982 : temples et habitats du clos du Verbe incarné

Mais c'est quelques années plus tard, pour le grand chantier de la ligne D du métro que l'exploration et la sauvegarde des sites archéologiques s'organise réellement. Une convention est signée entre le maître d'œuvre et le représentant de l'archéologie au ministère de la culture prévoyant le financement des opérations de fouille et de communication par le maître d'œuvre et un calendrier fixe des recherches des archéologues.
À cette époque sont créés les parcs archéologiques de Lyon, gérés alors par l'atelier des fouilles. Ils sont au nombre de cinq :
- Parc Saint-Jean, regroupant les vestiges du groupe cathédral,
- Parc de Fourvière, regroupant le théâtre, l'odéon et le pseudo-sanctuaire de Cybèle,
- Parc des églises Saint-Just,
- Parc de Saint-Laurent-de-Choulans,
- Parc de la Croix-Rousse, c'est-à-dire l'amphithéâtre.

La gestion de quatre de ces parcs est passé au département, de par la volonté de Michel Noir, le seul restant municipal est celui de la Croix-Rousse.
En 1980, l'atelier des fouilles, alors une entité de la division des affaires culturelles, devient un service propre, le Service archéologique municipal. Les directeurs successifs de ce service sont :
- Bernard Mandy : 1981 - 1989,
- Jacques Lasfargues : 1990 - 1922,
- Marie-Agnès Gaidon-Bunuel : 1992 - 1995,
- 1995 - 1998 : pas de directeur,
- Christine Becker : 1998 - 2001,
- Anne Pariente : 2001 - 2020[18].

Cette structuration de l'archéologie professionnelle lyonnaise survient alors qu'en 1983 et 1984 ont lieu deux opérations archéologiques importantes : rue Tramassac et avenue Adolphe-Max. Non seulement celles-ci ont permis de faire des découvertes notables sur le sujet de la morphologie antique de la Saône, mais ces opérations sont les premières à bénéficier d'une publication dans une collection qui nait à ce moment : les « Documents d'archéologies en Rhône-Alpes » (DARA). Cette collection devient le support de publication de nombreuses opérations archéologiques majeures de Lyon et de la région. Cette collection est fondée en 1988 par Direction des antiquités historiques, qui la dirige toujours, l'association A.L.P.A.R.A. en assurant les montages financiers et la diffusion.

#### Archéologie préventive depuis les années 1990
Les années 1990 voient le développement et la généralisation des fouilles préventives, faisant appel à des techniques archéologiques modernes de laboratoire (datation, caractérisation) et à des disciplines naturelles (géomorphologie, analyse de la végétation et de la faune). La première fouille d'archéologie préventive de grande ampleur est la nécropole de la rue de la Favorite, suivie de la fouille du quai Arloing. Au cours des années 1990-2008, 77 fouilles préventives ont lieu à Lyon, dont 33 qui ont porté sur des ensembles funéraires.
Durant les années 1990 et 2000, les fouilles archéologiques ont été actives dans le secteur de Vaise, et plus généralement du 9e arrondissement. Ces fouilles bénéficient des nombreux aménagements immobiliers qui ont eu lieu dans cette zone, notamment rue du Chapeau Rouge en 1993, rue du Docteur-Horand entre 1991 et 1995, la ZAC Charavay entre 1990 et 1992, rue du Bourbonnais en 1993 ou rue Sergent Michel Berthet en 2000. L'ensemble de ces études a profondément renouvelé les connaissances sur la protohistoire lyonnaise, avec la découverte de nombreux sites d'habitation préhistoriques et protohistorique. De même, de nombreux sites habités durant la période romaine ont été découverts à des endroits où l'historiographie traditionnelle estimait qu'il n'y avait pas de zones urbanisées : du côté des hauts de Saint-Just, sur les pentes de Fourvière ou à Vaise.
Par ailleurs, une série de fouilles entre 1991 et 2002 a repris une zone dont l'étude avait été entamée par Amable Audin, le pseudo-santuaire de Cybèle. Enfin, la presqu'île a également connu des fouilles archéologiques importantes, lors du creusement de parkings souterrains place de la Bourse, de la République, des Terreaux et des Célestins.

## Topographie générale

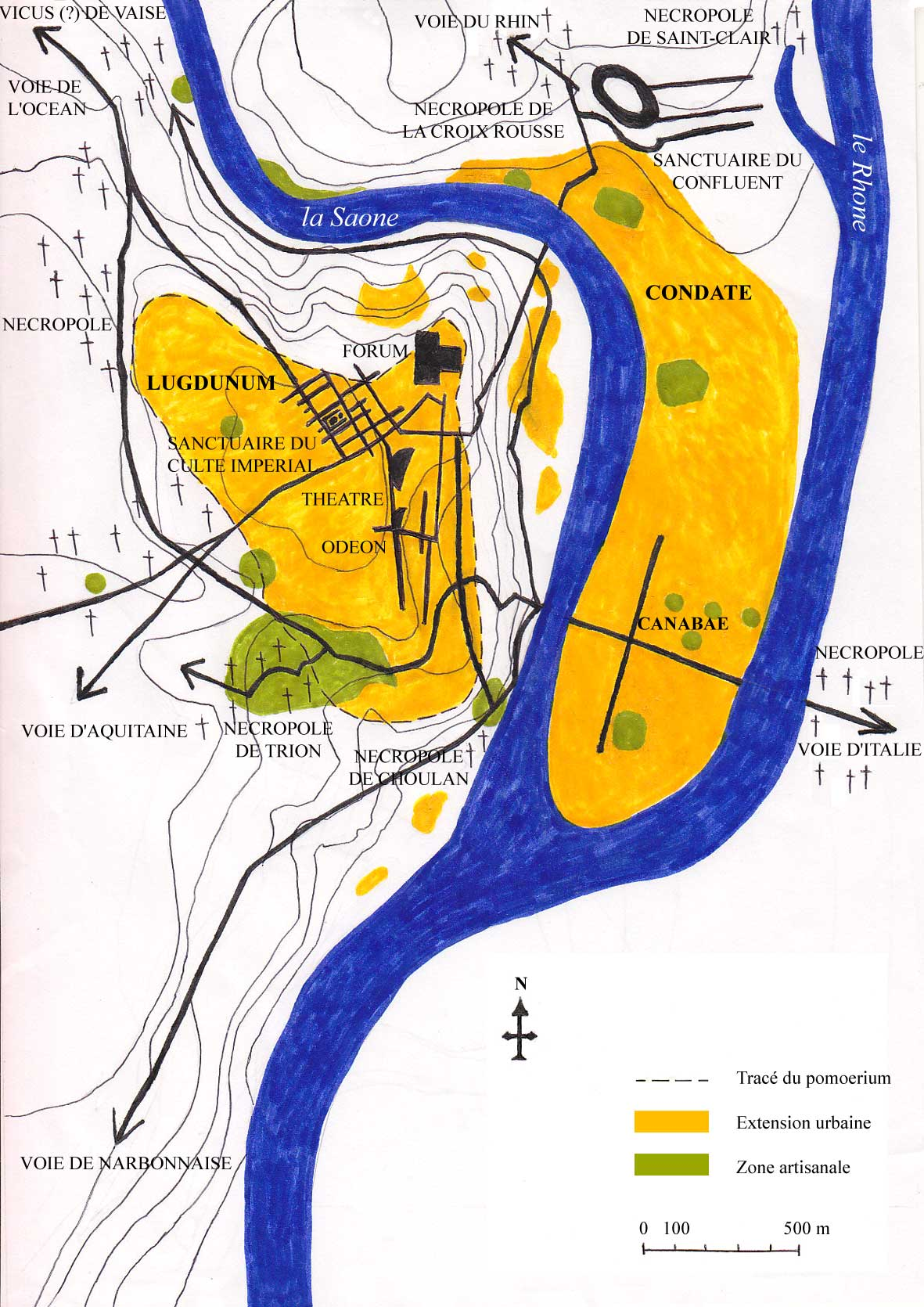
Schéma de Lugdunum.

Lyon sous l'antiquité est composée de plusieurs centres urbains formant une grande agglomération. Sur la colline de Fourvière se trouve Lugdunum, la colonie créée par Plancus et qui croit rapidement. Au pied de la colline de la Croix-Rousse et sur le bas de ses pentes se trouve Condate ; le Sanctuaire fédéral des Trois Gaules se situant un peu plus haut sur les pentes. L'ensemble des canabae s'étend sur une partie de la presqu'île de l'époque, bien plus réduite qu'actuellement. Enfin, le vicus de Vaise au nord de l'agglomération.

### Évolutions topographiques de la cité
Depuis la première tentative de synthèse d'une topographie de Lugdunum d'Audin avec L'essai sur la topographie de Lugdunum, les fouilles et découvertes ont considérablement transformé les connaissances que les chercheurs ont de ce sujet. Ce premier essai, largement obsolète aujourd'hui, est dépassé notamment sur les questions des origines de la ville, sur l'architecture domestique, les nécropoles, la chronologie de certains monuments ou les évolutions de la cité,.

#### Avant la colonie
Alors qu'en 1989 encore, l'ouvrage Aux origines de Lyon postulait que la colonie avait été fondée ex nihilo de par la lecture des textes anciens, les découvertes récentes en 1981 dont celle des fossés du Verbe Incarné, laissait entrevoir un renversement de ce point de vue.
Il existait ainsi dès le néolithique un habitat dans la plaine de Vaise, habitat semi-permanent et que l'on retrouve aux périodes ultérieures, à l'âge du bronze, de Halstatt et de la Tène. Cette dernière période a légué une quinzaine de gisements qui prouvent une occupation significative juste avant la fondation romaine. Les traces découvertes montrent que les populations locales étaient connectées à des réseaux d'échanges avec des contrées méridionales. À plusieurs endroits des comblements de fossés ont révélé un mobilier de la fin du IIe siècle et du début du Ier siècle av. J.-C., avec des amphores vinaires italiques et des céramiques campaniennes.
Les traces de contact avec le monde méditerranéen les plus importantes ont été découvertes rue du Souvenir, avec des preuves de bâtiments de grandes tailles avec des éléments architecturaux typiques tel des tuiles en terre cuite ou des enduits peints proches du premier style pompéien. De même, il a été retrouvé des tuiles de marbre en calcaire de Glanum importées du midi et des blocs de terrazzo. La nature de cette construction reste inconnue car trop peu en a été retrouvé. L'hypothèse la plus probable est celle d'un emporium, un établissement romain fortifié avec des commerçants.
Des tuiles d'inspiration méridionales ont également été retrouvées sur trois autres sites de Vaise et pour les mêmes époques ; sur le site de la ZAC Charavay, rue du Chapeau-Rouge et rue Marietton. Cela confirme l'introduction de cette technique dès le IIe siècle av. J.-C..

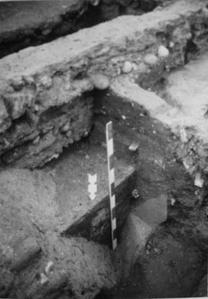
Fossé amont du site du Verbe Incarné à Lyon. Prise de vue Agnan Kroichvili

L'existence d'une habitation dès cette période est également confirmée pour le site de Fourvière grâce à la fouille du Verbe Incarné de 1982-1983 et des études postérieures. Dès 1981 et pour la première fois une trace tangible d'une occupation antérieure à la période romaine et mise au jour sur le site du Verbe Incarné avec un premier fossé sans aucun artefact mis en évidence par Agnan Kroichvili à qui l'on doit cette découverte. Un second fossé a été mis au jour en aval confirmant une occupation antérieure. Le parallélisme des deux structures laissent supposer un aménagement à caractère festif gaulois. Les amphores et ossements d'animaux ont été accumulés sur une longue durée, de la fin du IIe siècle av. J.-C. à la fondation de la colonie. Des fouilles réalisées à d'autres endroits sur Fourvière ont confirmé une occupation régulière durant la période de la Tène, sans qu'il soit possible de déterminer la nature de cette occupation ni d'affirmer qu'il y avait une réelle agglomération gauloise. En revanche, l'ensemble des découvertes à Vaise et Fourvière atteste d'une occupation précoce de ces lieux et d'un contact ancien et prolongé avec le monde romain.

#### Au temps de la colonie de Plancus
Les restes de la colonie de Plancus sont restés longtemps invisibles . Ce n'est que depuis la toute fin du XXe siècle que les premières découvertes ont permis d'étudier des vestiges des premiers temps de la colonie romaine de Lugudunum.
Les premiers îlots d'habitation ont été découverts sur le site du Verbe Incarné où des couches datées des années 40 av. J.-C. ont été identifiées. Les restes sont malheureusement très peu exploitables, des remaniements lourds de l'habitat ayant fortement dégradé les traces primitives. Deux autres îlots mieux préservés ont été ensuite découverts dans le parc archéologique de Fourvière, situé sur le prétendu sanctuaire de Cybèle. Cette découverte est très importante car elle a mis au jour non seulement des rues en galets et deux îlots de 120 pieds, mais surtout des vestiges romains précédant de peu la colonie, et donc peut-être construits par les colons chassés de Vienne et arrivés en 44 av. J.-C..
Mais les plans de la colonie dans sa globalité n'ont pas pu être ébauchés et restent à l'état d'hypothèses. Elle s'étendait sur le plateau de la Sarra sans que l'on puisse en déterminer l'étendue exacte. Les découvertes d'ateliers de potiers de Loyasse et de la Sarra sont un indice que la colonie ne couvrait pas tout le plateau, excluant possiblement la partie nord-ouest. De même, les fouilles de la rue des Farges ont montré que l'urbanisation n'y a été importante qu'à partir de la dernière décennie du Ier siècle. L'emplacement du forum primitif est inconnu, de même que les bâtiments officiels primitifs. L'hypothèse d'Audin voyant dans des restes de portique dans l'axe du théâtre le prétoire de Plancus est aujourd'hui rejetée au profit de celle d'un petit théâtre à la datation incertaine.
Les axes coloniaux avaient fait l'objet d'une hypothèse d'Amable Audin avec le decumanus maximus sous la rue Cléberg. Il est établi de nos jours que le decumanus suit la rue d'Aquitaine située sous la rue Roger Radisson et que le cardo maximus est sous la rue de l'Océan, qui présente dès l'origine une largeur supérieure aux autres rues. Enfin, malgré de nombreuses hypothèses et propositions de tracés, l'existence d'une enceinte aux origines de la colonie reste non fondée.

#### La capitale d'Auguste
À partir de 20 av. J.-C., la ville connait un nouvel élan urbanistique. Il est très certainement lié à l'élévation de Lyon au rang de capitale provinciale ; ainsi qu'aux séjours d'Agrippa en 20-19 av. J.-C. et d'Auguste entre 16 et 13. Les traces de cette phase sont multiples, et caractérisées par des bâtiments à fondations maçonnées utilisant le granite, mais disposant encore d'élévations en terre.

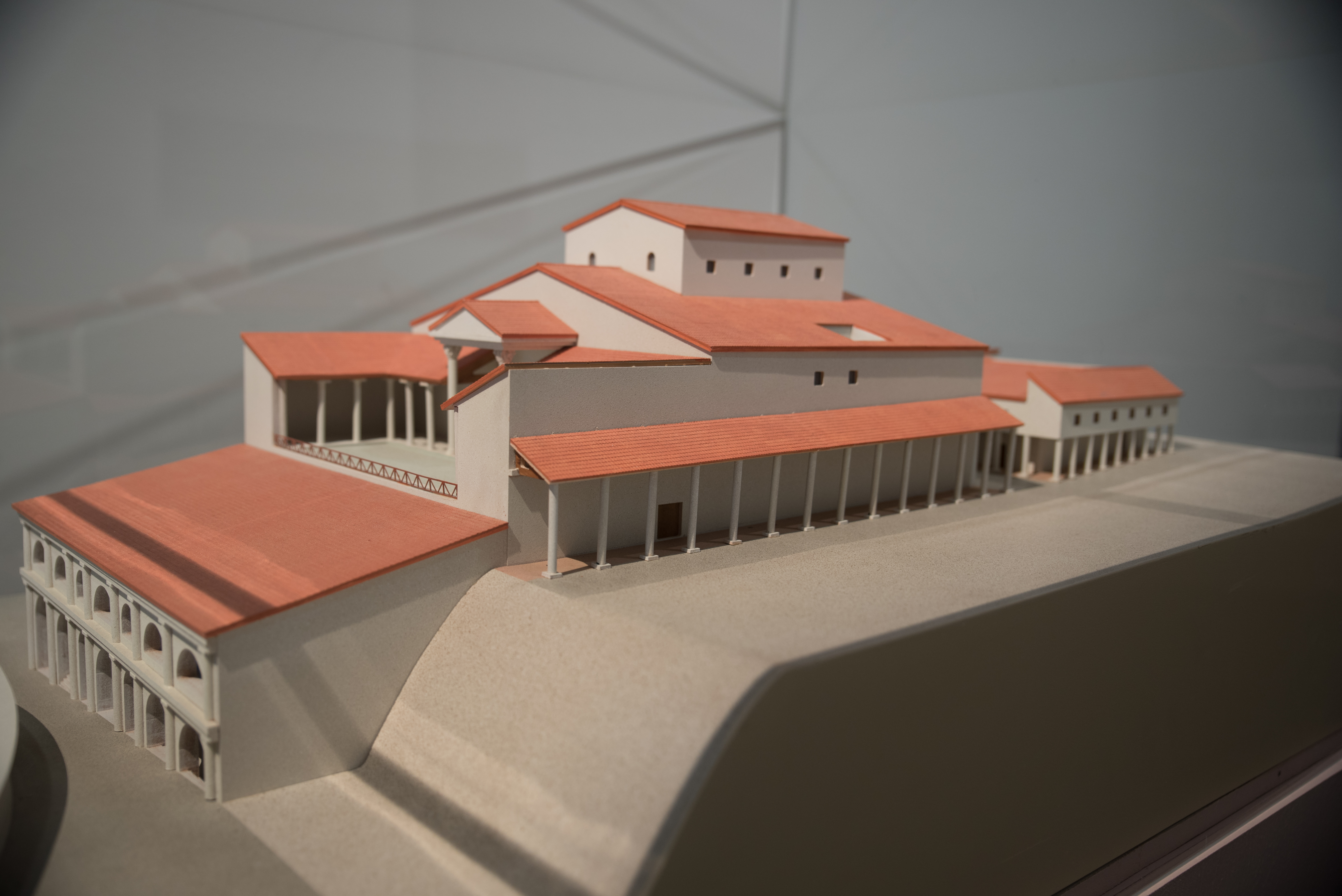
Maquette possible du palais du gouverneur. Musée Lugdunum.

Sur le site du pseudo-sanctuaire de Cybèle, les fouilles ont mis en évidence pour cette période la reconstruction de deux îlots. L'un est occupé alors par un grand édifice aux fondations puissantes, surélevé par rapport aux rues avoisinantes. Le bâtiment est remarquable par ses dimensions, la qualité de sa construction, ses aménagements (mosaïques, balnéaires) et sa situation privilégiée, juste au-dessus du théâtre, sur l'un des points les plus hauts de Lugdunum. La proximité de son plan avec ceux de plusieurs praetoria, en particulier celui d'Oberaden, a permis d'émettre l'hypothèse qu'il s'agissait du prétoire du gouverneur.
L'autre îlot du pseudo-sanctuaire, ainsi que le site de la rue des Farges, montrent une urbanisation sur la même période, avec un embellissement général et l'installation d'un système d'égouts en bois ou en maçonnerie. De cette époque date également le ou les premiers aqueducs, le consensus actuel estimant que de cette époque remontent celui des Monts d'or, celui d'Yzeron et celui du Gier, ce dernier étant le seul à pouvoir alimenter le plateau de la Sarra.
Les grands monuments lyonnais datent également de cette époque, avec probablement la construction du théâtre et d'une vaste esplanade à l'emplacement de l'odéon.
De cette époque date également un ensemble de sites artisanaux le long du défilé de Pierre-Scize, notamment des ateliers de potiers, et quelques sites de production d'objets en bronze ou en verre.

#### Le début de l'ère chrétienne: 10 - 30
Sur cette période du début de l'ère chrétienne se situe l'édification de plusieurs monuments importants, le pseudo-sanctuaire de Cybèle, le grand temple municipal et l'amphithéâtre des Trois Gaules. De nombreuses traces archéologiques datant de cette période sont retrouvées sur la colline de Fourvière, mais également sur les pentes de la Croix-Rousse.

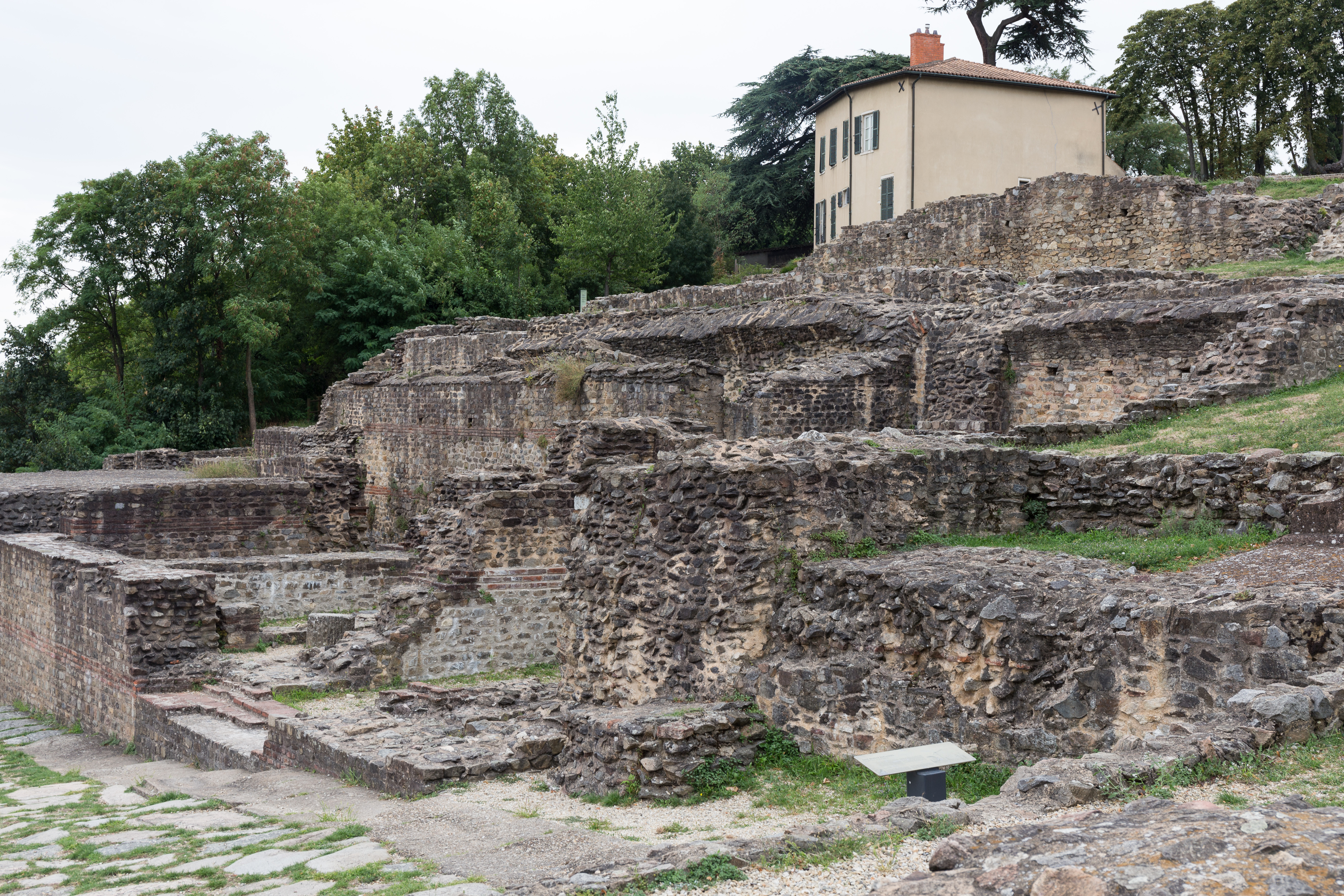
Vue des vestiges du pseudo-sanctuaire de cybèle.

Le pseudo-sanctuaire de Cybèle date de 10, mais ses restes ne permettent pas d'établir une hypothèse solide quant à sa fonction. Il remplace l'hypothétique prétoire du gouverneur et le prolonge vers l'ouest pour aboutir à un édifice de 80 m x 53 m, dont la façade ouest surplombe la voie le séparant du théâtre De nouvelles fouilles entreprises à partir de 1991 ont certes pu établir une datation solide autour de 10 mais pas l'utilité du bâtiment. Les chercheurs s'en tiennent donc à diverses hypothèses sans indices, tel la schola d'une corporation importante ou une caserne de vigiles.
Sur le site du clos du Verbe Incarné a été dégagé un grand sanctuaire du culte impérial lors d'une importante fouille réalisée entre 1977 et 1987. Composée d'un temple précédé à l'est d'un autel ou d'un tétrapyle, l'aire sacrée est entourée d'un portique en U surmontant un cryptoportique,. La datation de l'ensemble est assurée par le mobilier et des inscriptions honorifiques évoquant Tibère, Caligula et Néron. Ce sanctuaire a impliqué la destruction de quatre îlots d'habitation datant de la fondation de la colonie.
Autour du sanctuaire se trouvent des îlots d'habitations et l'un de ses îlots a été entièrement fouillé, permettant d'identifier à cet endroit des maisons, des locaux d'artisan et des commerces. À cette même époque ont été construits de grands collecteurs sur les sites du Verbe Incarné et du pseudo-sanctuaire.

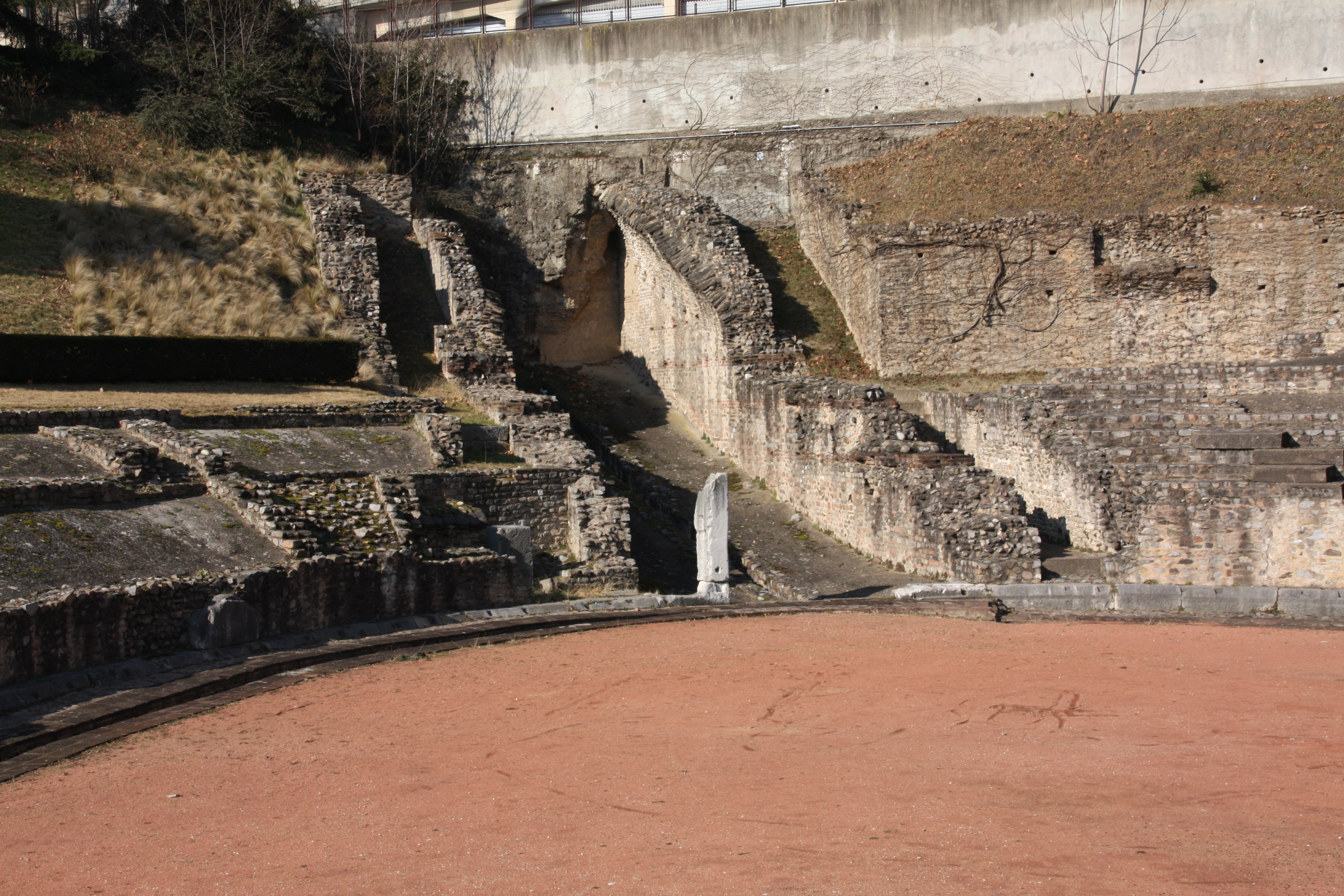
Vue de l'intérieur de l'amphithéâtre des Trois Gaules

Enfin, le mouvement d'extension urbanistique de cette époque n'implique pas que Fourvière ; l'amphithéâtre des Trois Gaules est érigé sous Tibère. L'édifice n'a pas été entièrement fouillé et il n'en subsiste que très peu de choses,. Initialement de taille modeste (pas plus de 3 000 spectateurs), il ne devait être destiné qu'à proposer des spectacles aux délégués des Trois Gaules.

#### La ville entre 40 et 100 ap. J.-C.

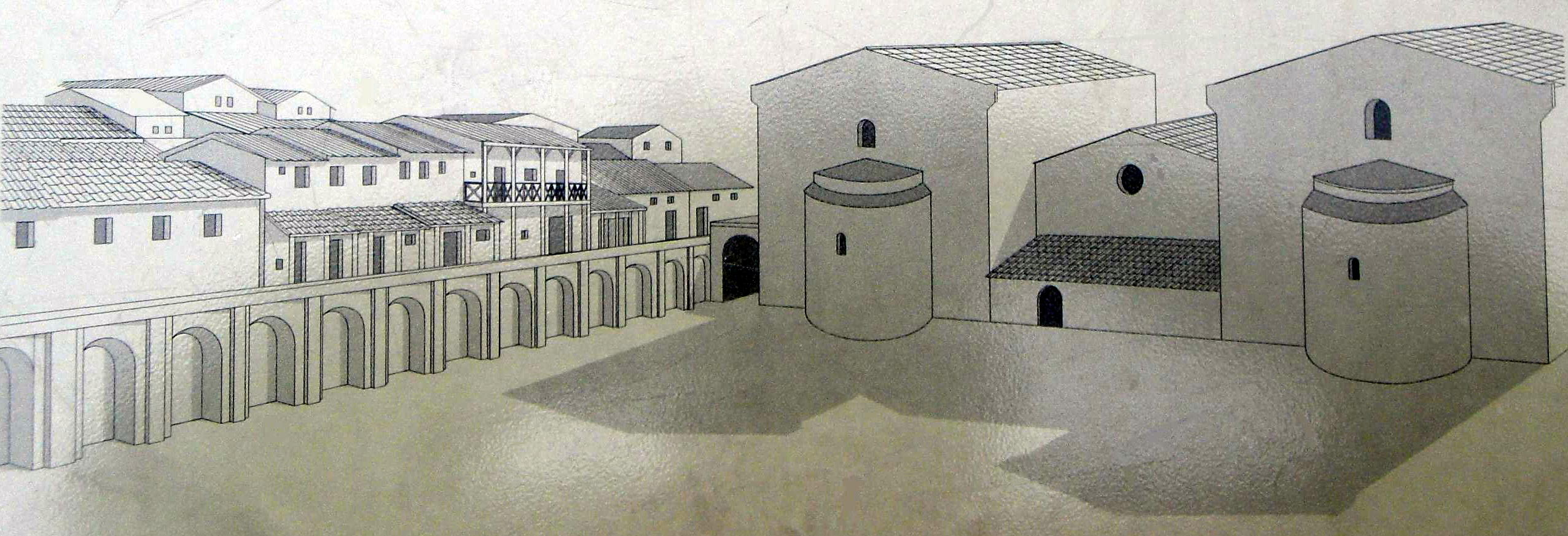
Vue d'artiste des thermes de la rue des Farges.

Si à l'avènement de l'empereur Claude, en 41, le nom de la colonie a été changé en son honneur en Colonia Copia Claudia Augusta Lugudunum, et s'il est vraisemblable que ce dernier a soutenu sa ville natale, il existe peu de vestiges datables de manière certaine de son action. Des hypothèses lui imputent la réalisation de l'aqueduc de la Brévenne ou de celui d'Yzeron, sans certitude. Lors de son règne, deux fontaines ont été construites, une sur le site du Verbe incarné et une à Choulans. Mais le seul édifice d'importance que l'on peut lui attribuer de manière certaine est celui des thermes de la rue des Farges, construit entre 50 et 60.
Plusieurs travaux de voirie importants sont également réalisés au milieu du siècle. Deux rues importantes, celle dite du Capitole et celle dite de Cybèle ont été élargis. Il est possible que le pavage en granite date de cette même époque. Le temple municipal a été agrandi à l'époque de Néron.
Sénèque relate un incendie ayant touché Lyon en 64 et qui aurait, « consumé entièrement la colonie de Lyon ». Toutefois, aucune trace archéologique n'a été relevée concernant cet évènement hypothétique, ni destruction ni couche d'incendie. Les seuls retrouvés sont de faible ampleur et datés des IIe et IIIe siècles. Toutefois, cet évènement est difficile à mettre en doute puisque Tacite en fait mention également en exposant que Néron aurait renvoyé aux Lyonnais les quatre millions de sesterces qu'ils avaient donnés à la ville de Rome pour l'aider à se relever de son propre incendie. Cet évènement reste à l'heure actuelle une inconnue.

#### LesIIeetIIIesiècles

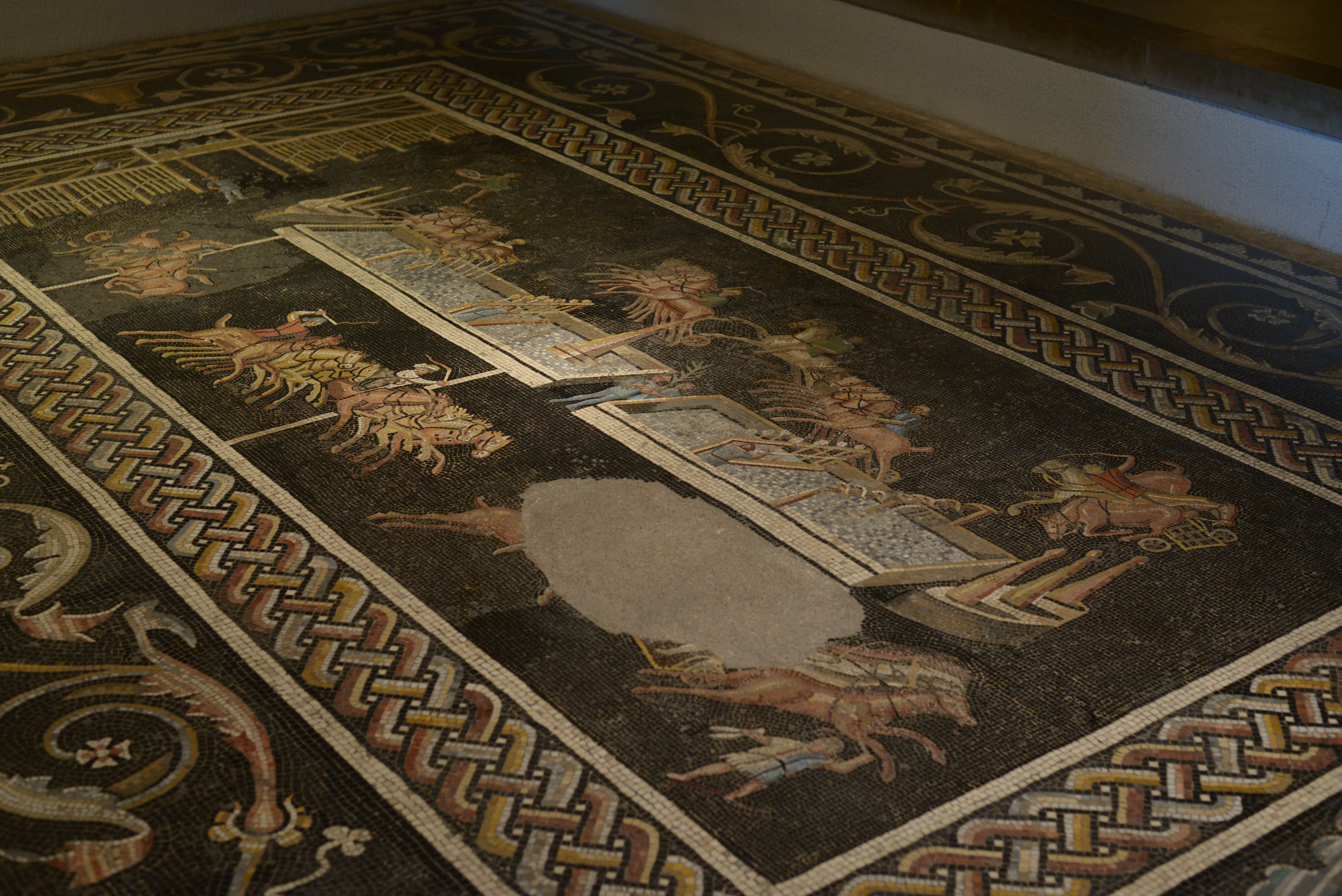
Mosaïque de la rue Jarente, montrant peut-être le cirque de Lyon. Musée Lugdunum.

Les connaissances des transformations urbaines de Lyon aux IIe et IIIe siècles sont plus fragmentaires, et plusieurs sites autrefois datés de cette période se sont révélés dater de périodes antérieures. Au global, il semble que le tissu urbain n'a pas subi de modifications substantielles, le seul nouveau monument notable étant le cirque, dont on n'a pas encore trouvé de traces certaines lors de fouilles.
La date de l'agrandissement du théâtre a longtemps été proposée pour cette période mais sur des bases très légères : un fragment de tête de statue d'Hadrien, remis en cause depuis. Faute de nouveaux sondages archéologiques, il est impossible de trancher. De la même manière, le « forum de Trajan » a en fait été bâti sous Tibère ; les thermes de la rue des Farges, supposées par Audin dater de l'époque sévérienne remontent à Claude et le pseudo-sanctuaire de Cybèle dont la date de construction a été estimée à 160 remonte en fait vers 10 ap. J.-C.
On ignore tout des modifications éventuellement apportées à plusieurs monuments antérieurs, tels le sanctuaire du Verbe incarné ou le pseudo-sanctuaire de Cybèle.

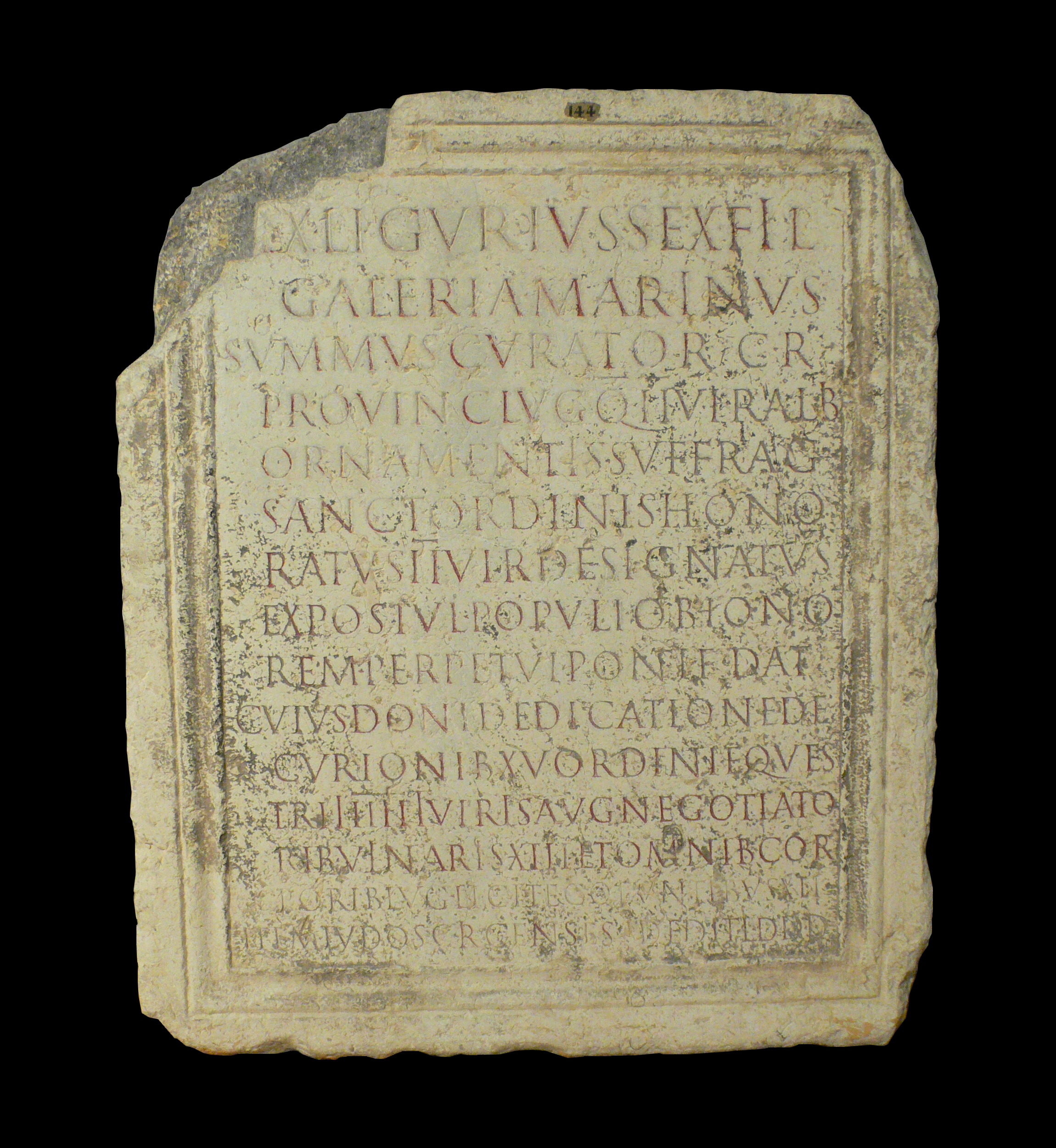
Épitaphe du duumvir Sextus Ligurius Marinus, ayant financé des jeux du cirque. Musée Lugdunum.

En revanche, les thermes de la rue des Farges ont été transformées au IIe s ; des hypocaustes ont été refaits, quelques praefurnia supprimés et un mur de soutènement a été renforcé, peut être pour accueillir un aqueduc.
Le seul monument important construit au IIe siècle est le cirque, mais son existence n'a jamais été attestée par des découvertes archéologiques ; il n'est connu que par deux inscriptions épigraphiques, et peut-être par la mosaïque découverte rue Jarente, qui en serait une illustration. Une des hypothèses avancées actuellement le situe au niveau du cimetière de Loyasse, à la suite de fouilles réalisées en 1986-1987. Mais les données recueillies restent légères. L'Atlas topographique de Lugdunum propose le tracé le long de la rue Pauline Jaricot, selon l'hypothèse d'Hippolyte Bazin.
Le tissu urbain ne semble donc pas avoir été transformé lors des IIe et IIIe siècles, les modifications visibles se font au sein du parcellaire existant, comme les sites de la rue des Farges ou du Verbe incarné.
À partir du IIIe siècle, des traces d'abandon du sommet de la colline de Fourvière apparaissent. Le quartier d'habitation entourant le sanctuaire municipal est abandonné à cette époque. Les conséquences de la bataille de 197 entre Albinus et Septime Sévère ont logiquement dû être néfastes pour la cité, qui est dans le camp du vaincu. Mais il n'y a pas de traces d'abandon de zones entières à la suite de cet évènement, seulement bien après, au cours du siècle suivant, pour le quartier de la rue des Farges,, ou du Verbe incarné. Il semble possible que le théâtre ai été restauré à l'époque sévérienne et une inscription indique la réfection du cirque par les centonaires.

#### L'Antiquité tardive - de la fin duIIIeauVesiècle
La population lyonnaise abandonne progressivement le sommet de Fourvière au IIIe siècle et le mouvement semble achevé au début du IVe. La population se concentre alors sur les berges de Saône et la Presqu'île. Plusieurs fouilles ont mis en évidence le développement de zones urbaines sur cette période, autour de l'église Saint-Jean, avenue Adolphe-Max, autour de l'église Saint-Georges ou rue Tramassac,,,. Les fouilles ont confirmé l'existence du bras de Saône nommé « bras Marsaux » par Amable Audin, ; et que son comblement s'est achevé à la fin du IIIe siècle durant le mouvement d'urbanisation du quartier.
Il est très probable qu'un castrum ait été construit sur la Presqu'île au Bas-Empire. Une enceinte est également attestée par le témoignage de Grégoire de Tours, qui rapporte les dégâts qu'une crue occasionne à l'ouvrage en 580.

## Sites archéologiques

### Fourvière
Si la colline de Fourvière est connue depuis toujours comme étant le lieu d'implantation de la colonie, aucune fouille sérieuse n'est pratiquée avant le début du XXe siècle. La découverte, fortuite, la plus importante avant cette période est celle de l'autel taurobolique en 1704.
Au XXe siècle, les fouilles scientifiques se succèdent au sommet de la colline et sur les pentes. Elles explorent de nombreux sites dont les plus importants sont le théâtre, l'odéon, le pseudo-sanctuaire de Cybèle et le possible palais du gouverneur. Les principaux responsables des fouilles jusqu'aux années 1970 sont successivement Fabia, Montauzan, Wuilleumier et Audin. À partir des années 1990, les techniques de fouilles gagnent en rigueur et en efficacité et les différents sites sont réexplorés, ainsi que de nouveaux ; le tout permettant de transformer fortement les connaissances et hypothèses sur l'histoire de la colline. Les périodes sur lesquelles les dernières découvertes ont le plus renouvelé les approches sont le Bronze final, les premiers temps de la colonie et le premier siècle de notre ère.

#### Théâtre

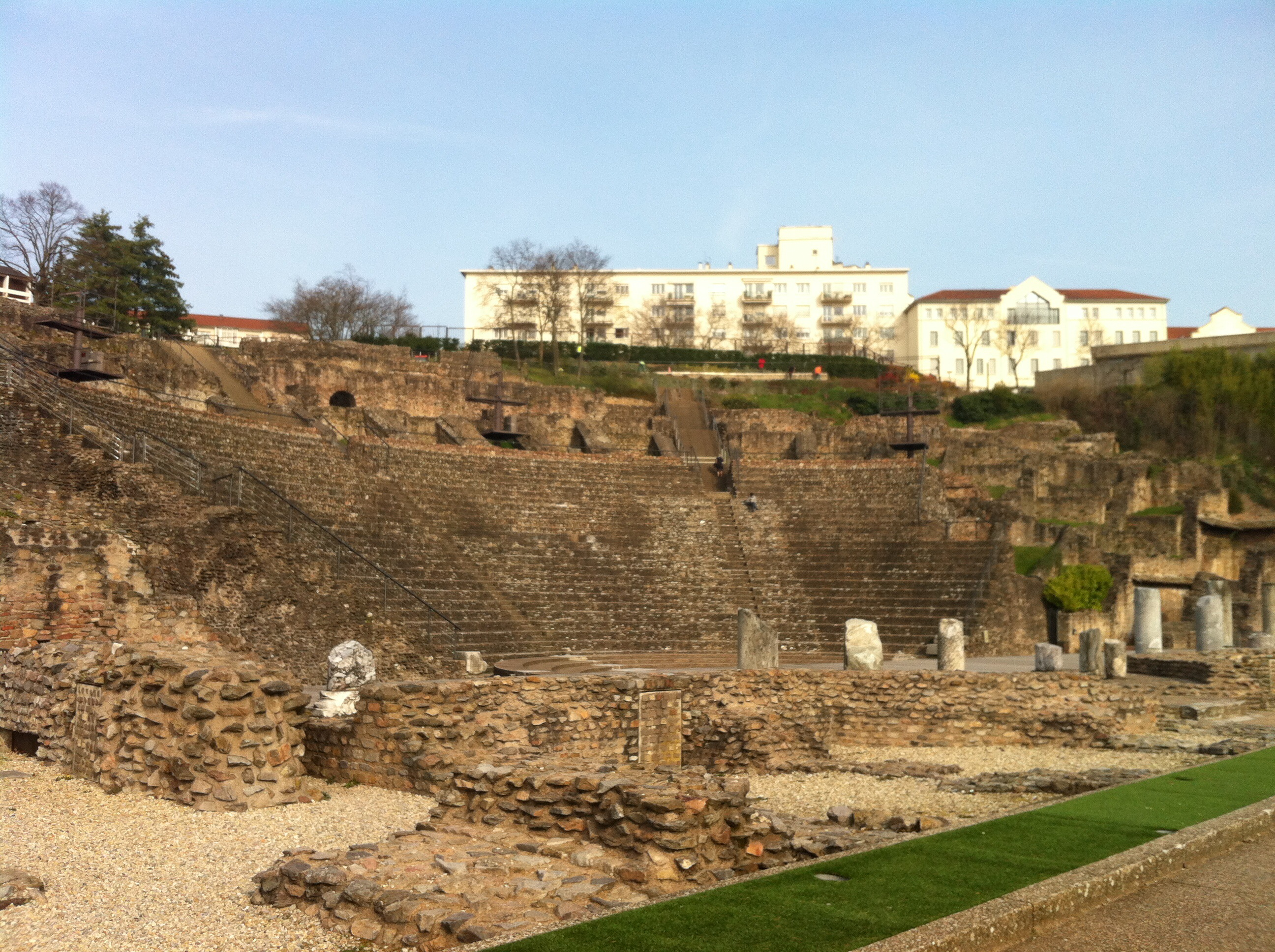
Vue du théâtre.

Le théâtre antique de Lyon présentait depuis plusieurs siècles des vestiges très partiellement visibles. Les premières recherches modernes ont eu lieu à la fin du XIXe siècle. Le site est alors intégré dans deux propriétés closes, possédées par M. Lafon et le couvent des Dame de la Compassion. Les premières fouilles effectuées sur le site de M. Lafon à partir de 1887 permettent de découvrir trois murs concentriques et un abondant mobilier. Nait alors une polémique car de nombreuses personnes, dont de nombreux savants, estiment qu'ils sont en face de l'amphithéâtre où eut lieu le martyre de 177. Ils s'appuient alors sur des calculs tendant à démontrer que l'édifice est elliptique. Quelques autres réfutent cette hypothèse en avançant le lieu mal choisi et que la forme des murs est en fait circulaire,.
Ce débat reste présent jusqu'aux fouilles de 1914, qui indiquent de manière certaine que les murs sont circulaires.
À partir de 1933, sous l'impulsion du maire Herriot, une longue campagne de fouilles entreprend de dégager complètement le site. Cette opération s'est accompagnée d'une remise en état en simultané, ce qui masque les données de première main,.
En 2018, un projet collectif de recherche a été monté pour reprendre l'étude du théâtre, des milliers de pièces qui avaient été dégagées et non examinées lors des travaux des années 1930-1950, et obtenir un examen scientifique rigoureux d'un des monuments antiques les plus importants de Lyon.

#### Odéon
Les vestiges de l'odéon sont connus depuis le XVIe siècle. Ils sont décrits dans des textes et visibles sur des plans. Il a été ainsi dessiné par Syméoni qui le mentionne comme un théâtre. À sa suite, il reste assimilé au théâtre ou à un amphithéâtre. Aux XIXe et XXe siècles, il est situé sur le terrain du couvent des Dames de la Compassion. Il est dégagé en deux temps. Une première fois entre 1941 et 1945, en profitant de la démolition de la chapelle du couvent. Ces travaux ont permis de retrouver la partie nord de la scène, ainsi que des fragments de statues dont un personnage portant une nébride. La deuxième campagne de dégagement et restauration a eu lieu entre 1953 et 1958.

#### Insulabasilicale - «Pseudo-sanctuaire de Cybèle» - « Palais du gouverneur »

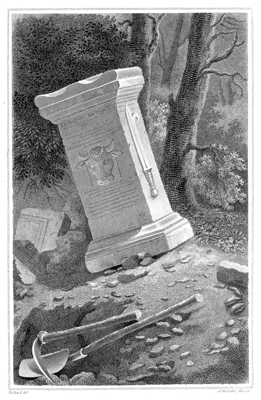
Gravure de l'autel taurobolique découvert en 1704 à Lyon au clos Bourgeat. Dessin de Richard, gravure par Schroeder & fils.

En 1704, au clos Bourgeat (rue Roger-Radisson), un autel taurobolique est découvert à une centaine de mètres du site. Cet autel servira pendant longtemps d'élément de datation et d'attribution pour le site du pseudo-sanctuaire. Le site su sanctuaire est découvert lors de sondages réalisés en 1925 et qui atteignent des maçonneries mais trop légères pour qu'un plan soit établi, les archéologues Fabia et Germain de Montauzan ne mentionnant que des murs, un reste de mosaïque et une galerie. Les pièces découvertes alors rassemblent des fragments de lampes et d'épingles en os et une monnaie d'Auguste. En faisant le rapprochement avec l'autel taurobolique, ils échaffaudent l'hypothèse qu'il s'agit d'un temple dédié à Cybèle,.
En 1943, un mur de façade est dégagé sur une longueur de 53 mètres, avec plusieurs alvéoles et une structure quadrangulaire au milieu. Les alvéoles sont à l'époque considérées comme des boutiques datant du IIe siècle. Entre 1965 et 1974, des travaux dégagent un bâtiment long de 86 mètres et des vestiges antérieurs. Ce bâtiment est interprété comme un temple de Cybèle sur la base de deux arguments : l'autel taurobolique trouvé non loin et des mentions dans des textes médiévaux d'un castellum bucium dont le nom viendrait de la présence d'autels tauroboliques. Sur le même site sont dégagés quelques autres monuments dont un réservoir attribué à l'aqueduc du Gier et une insula augustéenne. À l'ouest, un autre site est considéré comme une basilique à deux niveaux,.
Plusieurs nouvelles recherches menées entre 1991 et 2003 renouvellent complètement les conclusions des chercheurs. Ils découvrent des traces d'occupation antérieures à la colonie et réinterprètent les bâtiments déjà découverts. Ils identifient des habitations privées dotées de quelques décorations entre 40 et 20 av. J.-C., suivies d'un palais bâti vers 20 av. J.-C. et un dernier bâtiment construit vers 10 apr. J.-C. Desbat, en s'appuyant sur l'emplacement prestigieux du second bâtiment et la présence de bains privés propose d'y voir la demeure d'un dignitaire plutôt que d'un particulier, et donc du gouverneur de la province. Quant au bâtiment qui lui succède, sa destination est actuellement considérée comme inconnue,.

#### Antiquaille
Entre 1900 et 1903, lors de travaux à l'hôpital de l'Antiquaille, l'architecte Jean Berger décrit « des restes de grandes salles avec quelques vestiges de mosaïques et de stucs colorés ».
De juillet 2011 à avril 2012, le Service archéologique de la ville de Lyon réalise sur ce site une fouille préventive au projet de construction d'un hôtel. Un habitat privé des Ier – IIe siècle est découvert lors de ces fouilles, avant sa destruction par le projet immobilier. Les découvertes sont présentées par le musée gallo-romain lors de l'exposition Les sous-sols de l'antiquaille (16 mars 2012 au 30 novembre 2012).

#### Site de Saint-Just
Au sud du site archéologique de Saint-Just, rue des Tourelles, un ensemble de maisons et d'ateliers du fer ont été dégagés lors de fouilles de sauvetage en 1974. Situé sur l'ancienne propriété des capucins, ce site d'habitats en terrasse se situe à l'extérieur du mur d'enceinte.

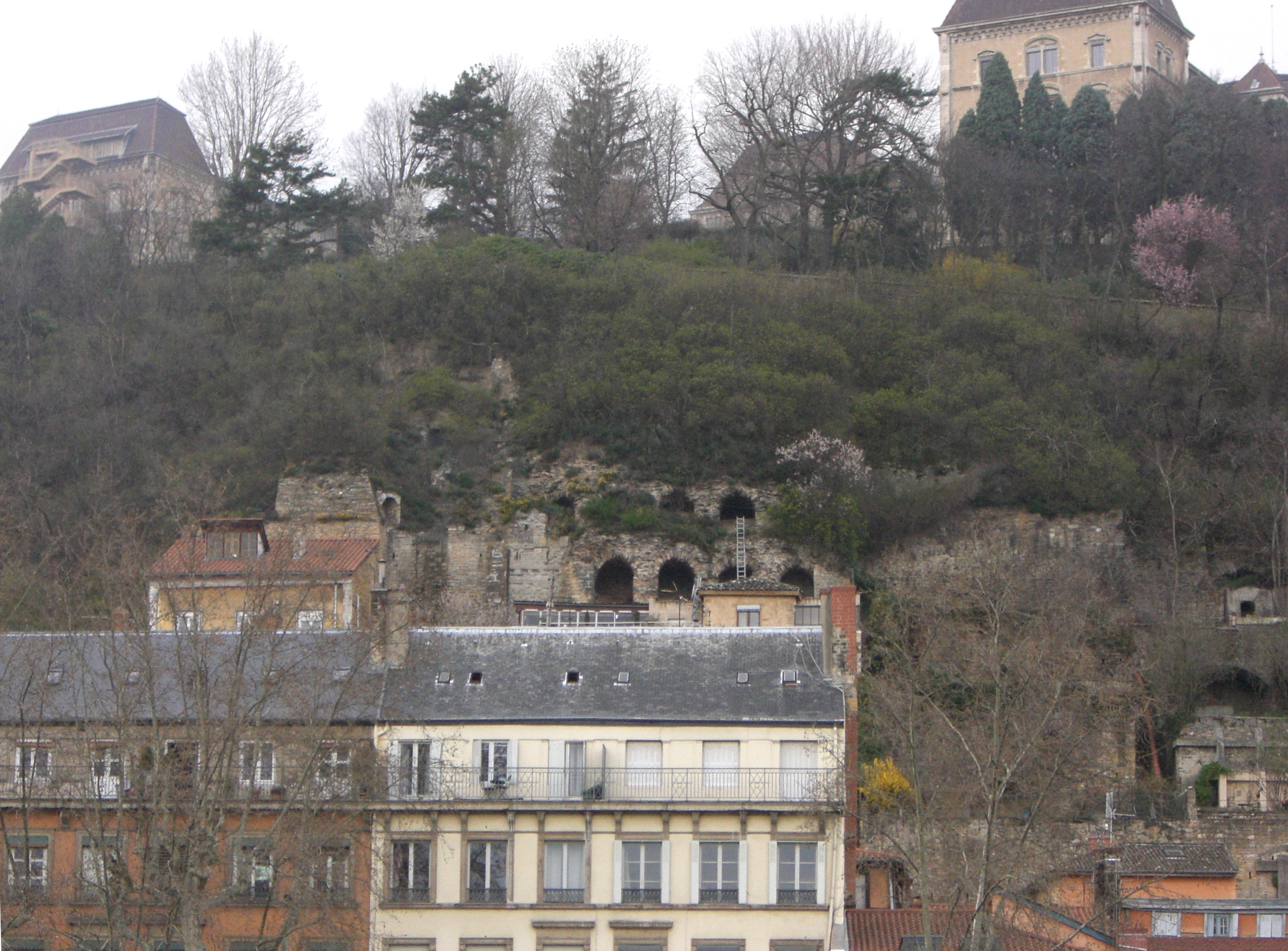
Voûtes du puy d'Ainay, au centre, en contrebas du lycée Saint-Just

Un habitat contemporain de la fondation ou au plus tard de l'époque augustéenne, plusieurs fois remanié, attesté en terrasse dans l'actuelle cour du lycée Saint-Just, découvert en 1989 : cet habitat muni d'un portique borde une voie d'orientation nord-sud. Cet habitat se prolonge peut-être jusqu'aux murs de soutènement également d'orientation nord-sud, constitués d'arcades aveugles longtemps nommés les « voûtes du Puy d'Ainay » (situés à 40 m à l'est de l'actuel lycée Saint-Just et surplombant la rue Saint-Georges). Ce mur de soutènement est aujourd'hui partiellement enchâssé dans les constructions actuelles.

#### Montée Saint-Barthélémy
Un habitat en terrasse gallo-romain découvert lors de fouilles en 2000 et 2001 dans le clos des Lazaristes (5e arr.), sur le flanc est de la colline de Fourvière : l'occupation est antérieure à la fondation (trous de poteaux, fosse rubéfiée, fossé contenant des amphores de type Dressel 1A) et remanié lors de son urbanisation au début du Ier siècle : une rue en terrasse d'orientation nord-sud, perpendiculaire à la pente, bordée de bâtiments à portique : à l'est la rue donne sur le premier étage du bâtiment qui s'ouvre sur une terrasse inférieure.

#### Plateau de la Sarra
Le plateau de la Sarra est un secteur délimité par l'hospice des Dames du Calvaire à l'est, par la rue Pauline Jaricot à l'ouest, par les fortes pentes au nord et par la rue Roger-Radisson au sud. L'ensemble de ces terrains ont fait l'objet de fouilles tout au long du XXe siècle et du XXIe siècle, générant une documentation abondante, mais hétérogène.

##### Clos du Verbe incarné
Plusieurs fouilles archéologiques menées durant l'ensemble du XXe siècle ont permis de mettre au jour sur le plateau de la Sarra de riches découvertes qui permettent de faire fortement progresser le savoir sur les origines de Lyon et les premiers siècles d'urbanisation de la ville.

##### Chemin de la Visitation
Une fouille partielle au niveau du 23 rue Roger Radisson, sur la zone du « Chemin de la Visitation », a lieu en 2015.

##### Place du 158e-Régiment-d'Infanterie
Des fouilles sont reprises liées au projet de construction d'un EHPAD en 2021.

#### Le Clos de la Solitude
Situé sur la face nord de l'avancée de Fourvière, cet espace a été fouillé une première fois dans les années 1960, de manière succincte, puis de manière bien plus scientifique en 2013. Menée par Benjamin Clément, cette opération réétudie complètement les objets récoltés lors des années 1960, puis étudie finement les maçonneries pour retracer l'histoire du site et comprendre les modes de construction,.

#### Rue des Farges
Entre 1974 et 1980, une zone est activement fouillée et se révèle très dense en vestiges archéologiques sur la rue des Farges, près de la montée du Télégraphe et de la place des Minimes ; permettant d'avoir une vision large du quartier. 
Cette zone est bâtie dès la fondation de Lyon et habitée au moins jusqu'à la fin du IIe siècle. On y trouve trois terrasses dont il subsiste les murs de soutènements et deux rues fortement endommagées, orientées nord-sud et qui devaient rejoindre une rue oblique alignée à la montée du Gourguillon. Sous l'une des rues se trouvait un collecteur de grand taille en son centre. 
- Première phase de construction : fin du Ier siècle av. J.-C.

La terrasse supérieure a porté des habitations et des ateliers métallurgiques avec des restes de travaux du fer, du bronze et du cuivre. Les habitations, au sol de terre battue, ont subi des modifications et l'une portait des peintures du troisième style pompéien. La terrasse intermédiaire n'a pas de trace de construction à cette période. La terrasse inférieure est une place bordée de boutique en briques crues. 
- Seconde phase : entre 20 et 100 apr. J.-C.

La terrasse supérieure voit une demeure être remplacée par une maison en péristyle en U dite « Maison aux masques », qui domine des boutiques en contrebas. De nombreuses salles de cette maison ont un sol en terrazzo, les colonnades du péristyle sont composées de colonnes en briques peintes posées sur des stylobate de dalles de calcaire. Des peintures murales ont été retrouvées, rattachées au troisième style pompéien. Une dizaine de masques ont été retrouvés, dont deux pratiquement complets. Un bassin enduit de mortier de tuileau orne la moitié est du la cour du péristyle. Un vide sanitaire se situe entre la partie sud de la maison et le mur de soutènement à l'ouest ; utilisé comme dépotoir à la fin du Ier siècle, il a révélé plus de 900 vases fragmentaires.
La terrasse médiane est aménagée pendant cette période avec des habitations peintes dans le quatrième style pompéien. Ces demeures ont un sol en terrazzo et des murs à pan de bois hourdé de briques crues. Dans l'une des maisons, un reste de char est découvert, donnant le nom de « maison au char » à l'ensemble. 
La terrasse inférieure est transformée avec la construction de thermes vers les années 50. Ces thermes avaient été fouillés une première fois entre 1908 et 1912 par Le Nail. L'édifice est bâti sur des salles voutées en plein cintres parallèles, d'est en ouest. Les deux salles les plus à l'ouest avaient été interprétée par Amable Audin comme la prison des martyrs chrétiens de 177 en 1966. Les caves les plus à l'est ont été réutilisées comme caves particulières par des immeubles modernes.
- Troisième phase : IIe siècle

Sur la terrasse supérieure, des boutiques sont reconstruites ; sur la terrasse intermédiaire, les thermes et les murs de soutènements sont refaits. L'abandon des thermes est daté de la fin du IIe siècle, les dernières monnaies retrouvées étant celles de Commode. La terrasse médiane et les boutiques supérieures ont été atteints par un incendie a un moment où elles devaient être déjà abandonnées, aucun mobilier n'ayant été retrouvé dans les niveaux scellés par les flammes. Les niveaux d'abandon ont fourni un abondant corpus d'objets militaires, rapprochés de la présence non loin de la cohorte urbaine.
- Quatrième phase : fin du Ve siècle - début du VIe siècle

À cette époque, une nécropole s'installe au sud des thermes, avec une trentaine de tombes en pleine terre et trois sarcophages, dépourvus de mobilier.

#### Grotte Bérelle
La citerne présente sous l'esplanade du Lycée de Saint-Just est connue depuis le XVIe siècle et régulièrement visitée par des érudits et des historiens. On ignore si elle a été alimentée uniquement par les eaux pluviales ou si elle était la destination d'un aqueduc. D'un plan presque carré et mesurant 15m par 16m, elle est située à 232 m d'altitude. Elle a fait l'objet d'un relevé en scanner 3D par les services archéologiques de la ville de Lyon, qui permet, entre autres, d'établir qu'elle pouvait contenir jusqu'à 700m3 d'eau.

#### sanctuaire municipal du culte impérial
Ce site archéologique est situé entre le site de La Sarra et le Clos du Verbe incarné. Il a été découvert et décrit pour la première fois en 1913 par Germain de Montauzan et Fabia. Il a été identifié ensuite en 1957 par Amable Audin à la suite de fouilles ayant excavé le mur nord sur une centaine de mètres et un retour vers l'ouest. Une autre série de fouilles ayant lieu en 1977 menée par Lasfargues et 1986 - 1987 par Mandy et Delaval ont conduit à une réinterprétation du site. 
Il s'agissait d'un temple octastyle entouré d'un portique bâti sur un cryptoportique, entouré de doubles murs qui en marquent la limite extérieure.

#### Cirque
Les dernières études sur le terrain accréditent nettement la présence du cirque sous l'actuel cimetière de Loyasse,.

#### Montée Nicolas de Lange
À la fin du XIXe siècle, au cours de la construction de la tour métallique, quelques vestiges (tronçon de voie, égout, un réservoir ou une salle mosaïquée) ont été découverts. A une soixantaine de mètres au nord, des vestiges d'habitats ont été observés, mais non conservés. 

##### Vestiges de l'Angélique
Une des ruines en élévation les plus récemment fouillées est celle située dans la propriété de l'Angélique, située contre la montée Nicolas de Lange et le chemin du Viaduc. Les fouilles réalisées en 2015 et publiées en 2019 n'ont pas permis de conclure quant à la nature des monuments visiblement importants présents en ces lieux, ni de les dater. Toutefois, l'étude permet d'affirmer « que l’édifice de l’Angélique conserve encore aujourd’hui un fort potentiel archéologique. Des sondages qui atteindraient les sols antiques seraient très riches d’enseignements, tant sur la datation de l’édifice que sur son organisation interne ».

### Vieux-Lyon - rive droite de la Saône
Le quartier du Vieux-Lyon, au cours du Ier âge du fer, et plus particulièrement entre 800 et 450 av. J.-C., est en grande partie sous la Saône, dont le cours est bien plus près des pentes de la colline qu'actuellement, repoussée par le Rhône qui la rejoint à ce niveau. Puis, lors du second âge du fer, entre 450 et 50 av. J.-C., le Rhône voit ses bras rejoignant la Saône se colmater et celle-ci dépose ses alluvions, déplaçant le confluent vers le sud progressivement. Ensuite entre 100 av. J.-C. et 100 ap. J.-C., la presqu'île apparait et se stabilise. La Saône voit son tracé devenir plus direct, dessiné rive droite par un talus plus raide et sur la rive gauche par un élargissement progressif au détriment de la presqu'île. En son centre, une île se crée, dite « Île Saint-Jean ». Enfin, durant le second et le troisième siècles, le bras entre l'île Saint-Jean et la colline est comblé, permettant la création d'un quartier au bord de la rivière.
Les deux sites archéologiques majeurs de ce quartier sont le parc Saint-Georges et le musée Gadagne.

#### Parking Saint-Georges
Jusqu'à la fin du XXe siècle, l'existence d'un port sur les bords de la Saône était supposé en raison de nombreuses mentions épigraphiques et quelques découvertes fortuites, dont un piédestal de statue érigée en l'honneur d'une corporation de bateliers, et plusieurs sceaux de commerce. Mais la découverte concrète de ce port n'est intervenue qu'à l'aube du XXIe siècle.
Préalablement à la construction d'un parking, une fouille préventive est menée en 2004 place Benoît-Crépu et rue Monseigneur-Lavarenne. Elle a permis de travailler sur plus de dix mètres de dépôts archéologiques, occasionnant des découvertes sur des périodes allant de la protohistoire, en passant par la période romaine et jusqu'à nos jours. L'intérêt particulier du site est sa proximité d'une rivière, permettant l'étude des aménagements portuaires et des conditions de vie. Les découvertes majeures sont un appontement en bois, six embarcations et de nombreuses amphores, majoritairement datés des IIe et IIIe siècles.

#### Musée Gadagne
Le musée Gadagne a été fouillé en 2000 et a révélé une présence quasi ininterrompue sur cinq siècles, depuis avant la fondation romaine.

### Croix-Rousse

#### Plateau
Peu de découvertes ont été réalisées sur le plateau même de la Croix-Rousse.
- no 103, grande-rue de la Croix-Rousse ; lors de la construction de l'hôpital de la Croix-Rousse dans les années 1860, une nécropole a été découverte et des objets en provenant ont été donnés au musée de Lyon. Situé sur l'esplanade de l'hôpital, l'endroit est décrit comme contenant un assez grand nombre de tombes. Ont été déposés au musée des vases, lampes à huile, des ossements, des clous et une monnaie de Trajan[108].
- no 62, rue Philippe de Lassalle ; en 1976[108].
- no 29, boulevard de la Croix-Rousse ; en 1995[108].
- Sans localisation, deux fragments de plombs conservés au musée Lugdunum[108].

#### Pentes

##### L'amphithéâtre

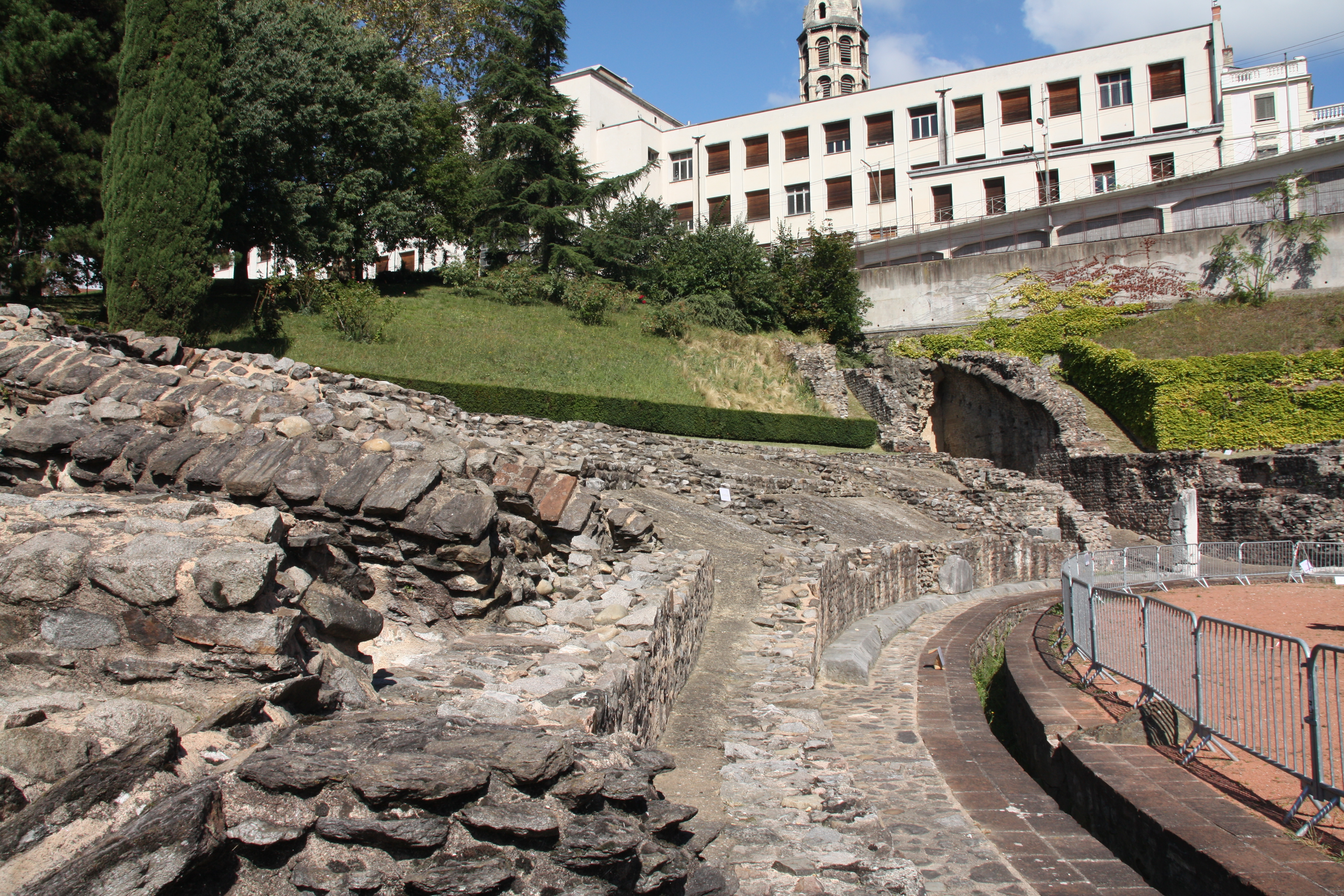
Vue du contour de l'amphithéâtre.

De nombreuses sources littéraires font mention de l'amphithéâtre et l'édifice est redécouvert à partir de la Renaissance. Il a servi lourdement de carrière et il ne conserve que sur une partie du contour de l'arène, de deux ou trois gradins du podium et des murs latéraux d'une entrée au nord. Les fouilles les plus récentes ont eu lieu entre les années 1950 et 1977, date de la dernière intervention archéologique par Audin.
L'édifice a connu deux étapes de construction. Une première durant les premières décennies de l'ère chrétienne et la seconde a une époque indéterminée. Le premier amphithéâtre est de taille modeste, ne pouvant accueillir que 3000 spectateur tandis que le second a été estimé comme pouvant abriter 26 000 personnes,.
De nombreuses pièces épigraphiques ont été retrouvées sur place, et surtout dix-huit inscriptions indiquant des places réservées, à des représentants de peuples gaulois, des augustales, des marchands ou des particuliers.

##### Sanctuaire fédéral des Trois Gaules
hypothèses sur le sanctuaire des Trois Gaules,
- 17 rue Burdeau

### Rive gauche de la Saône
De nombreuses découvertes et de nombreuses fouilles ont eu lieu le long des actuels quais Joseph Gillet et Saint-Vincent.

#### Rue des Entrepôts
Des sondages en 2005 réalisés au n°2 de la rue des Entrepôts ont permis de mettre au jour des traces d'occupations humaines datant de l'épipaléolithique, du néolithique moyen et de l'âge du bronze. Un terrain aménagé datant de la Têne finale et de l'époque augustéenne est également mis au jour. L'ensemble s'ajoute aux preuves de l'occupation précoce des bords de Saône au niveau de la plaine de Vaise découverts par ailleurs,.

#### En face du pont de la Feuillée

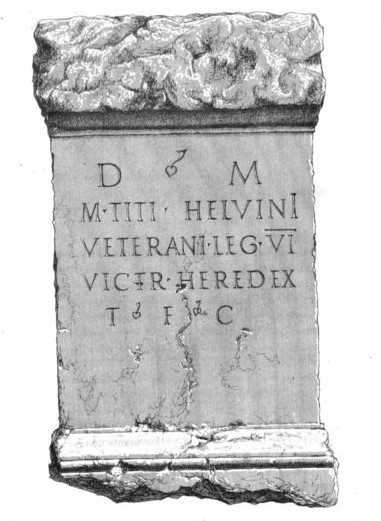
Autel funéraire du vétéran Marcus titus Helvinius

Au XIXe siècle, plusieurs découvertes sont réalisées lors de travaux de terrassement de l'ancien quai des Augustins, aujourd'hui quai saint-Vincent. 
En 1832, un cippe monumental de 2m de haut et de 79 cm de large est découvert. Conservé actuellement au musée Ludgunum, il est dédié à un enfant nommé Caius Bellius Belliolus et est répertorié dans le CIL sous la cote XIII, n° 2079.
A un endroit proche, Alphonse de Boissieu indique la découverte peut être à la même époque (il ne donne pas de date) d'un autel funéraire dédié à un vétéran de la sixième légion Marcus titus Helvinius. Il en fournit une reproduction en indiquant qu'il se retrouvait près de l'égout de la rue du Bessart, sous le quai du port de la boucherie des Terreaux. 
Non loin, à la même époque, Artaud indique qu'une ancienne maçonnerie enfouie à 3m de profondeur et épaisse de 5 à 6m50 a été détruite. Située entre le pont de la Feuillée et l'actuelle rue d'Algérie, cette structure a été à l'époque interprétée tout d'abord comme un quai antique, puis comme un soubassement des fortifications médiévales des fossés de la Lanterne.

### Presqu'île

#### Vue générale
De nombreuses découvertes de mosaïques ont été effectuées durant le XIXe siècle autour d'un noyau formé des rues Sala, Jarente et Victor-Hugo dans le 2e arrondissement. Elles manifestent la présence d'un habitant riche dans cette partie sud des quartiers fluviaux entre Rhône et Saône. Parmi ces découvertes se trouve la célèbre mosaïque des Jeux du cirque.
Plusieurs fouilles à partir des années 1980, puis la réalisation de parkings automobiles souterrains dans les années 1990 a donné lieu à d'importantes séquences de fouilles sous les actuelles places de la Bourse, de la République, des Terreaux et des Célestins. Dans le même temps, plusieurs géomorphologues, sous la direction de J. P. Bravard, ont livré des études de ce site, permettant de confronter des modèles théoriques indépendants de tout présupposés et des découvertes archéologiques. Cet ensemble de recherches ont permis de renouveler de manière importante les connaissances de ce site.
Il est à présent permis d'envisager une distribution du noyau interfluvial plus étendu qu'imaginé jusqu'alors. Ces fouilles ont également permis de réfuter l'hypothèse d'Amable Audin présentant ces quartiers comme occupant une île entre les deux cours d'eau et de valider l'existence de la Presqu'île lyonnaise dès la fin de l'âge du Fer. En effet, les vides sanitaires et les remblais n'ont pas été construits dans le courant mais dans des zones proches des eaux et en cours d'assainissement. La période comprise entre la fondation de la cité et la fin du Ier siècle apr. J.-C. présente le colmatage progressif des petits canaux hérités des ères précédentes.
Les habitations découvertes présentent quasiment toutes une orientation nord-sud. Certains chercheurs ont donc proposé l'hypothèse d'une planification de l'occupation de la Presqu'Île très tôt, à la fin du règne d'Auguste ou de celui de Claude, mais l'occupation semble trop discontinue pour accepter cette idée.

#### Place des Terreaux
Un certain nombre de fouilles ont été réalisées sur l'ensemble de la surface de la place des Terreaux, anciennes ou récentes, amenant un grand nombre d'informations sur la topographie antique ou médiévale locale. 

##### Fossésdits de la Lanterne
En 1856, lors de la destruction des bâtiments du côté ouest de la place, deux murs parallèle d'orientation est-ouest ont été découverts. Le mur sud a été interprété à l'époque comme médiéval et le mur nord comme antique. Contre ce dernier, large de 2 mètres, une grande quantité d'urnes funéraires ont été découvertes. A l'ouest du mur nord, le mur présentait un retour vers le sud et des inscriptions romaines ont été dégagées, puis immédiatement ré-enterrées sous la façade de la maison Mistral, sans que l'on sache où précisément. À cet endroit a été dégagé une inscription sur un stylobate honorant un « prêtre de Rome et des deux augustes au confluent de la Saône et du Rhône ... ». À l'époque, ces murs ont été interprétés, notamment par Martin-Daussigny, comme un canal reliant les deux cours d'eau, thèse réfutée à la fin du XIXe siècle par Vermorel,.

##### Côté nord de la place
Entre 1990 à 1994 a eu lieu une fouille de sauvetage au nord de la place des Terreaux et, très certainement, à l'extérieur de la contrescarpe médiévale, a permis de recueillir des informations sur une vaste période chronologique.
Les fouilles ont découvert tout d'abord le plancher caillouteux déposé par le Rhône jusqu'à la fin du premier âge du fer, entre le IV et le IIe siècle av. J.-C. L'endroit a recueilli ensuite des alluvions des crues des deux cours d'eau, puis connu une phase de colluvionnement des pentes de la Croix-Rousseà partir du Ier siècle de notre ère. L'occupation humaine sur le site n'est pérenne qu'à partir du IIIe siècle avec tout d'abord de possibles sablières puis, au IVe siècle une construction utilisée jusqu'à la fin du Ve siècle. D'autres vestiges difficiles à interpréter témoignent tout de même d'une occupation au début du Moyen Âge.

#### Ainay

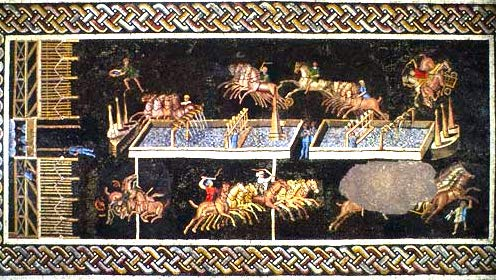
Mosaïque des Jeux du cirque, découverte rues Victor-Hugo et Jarente
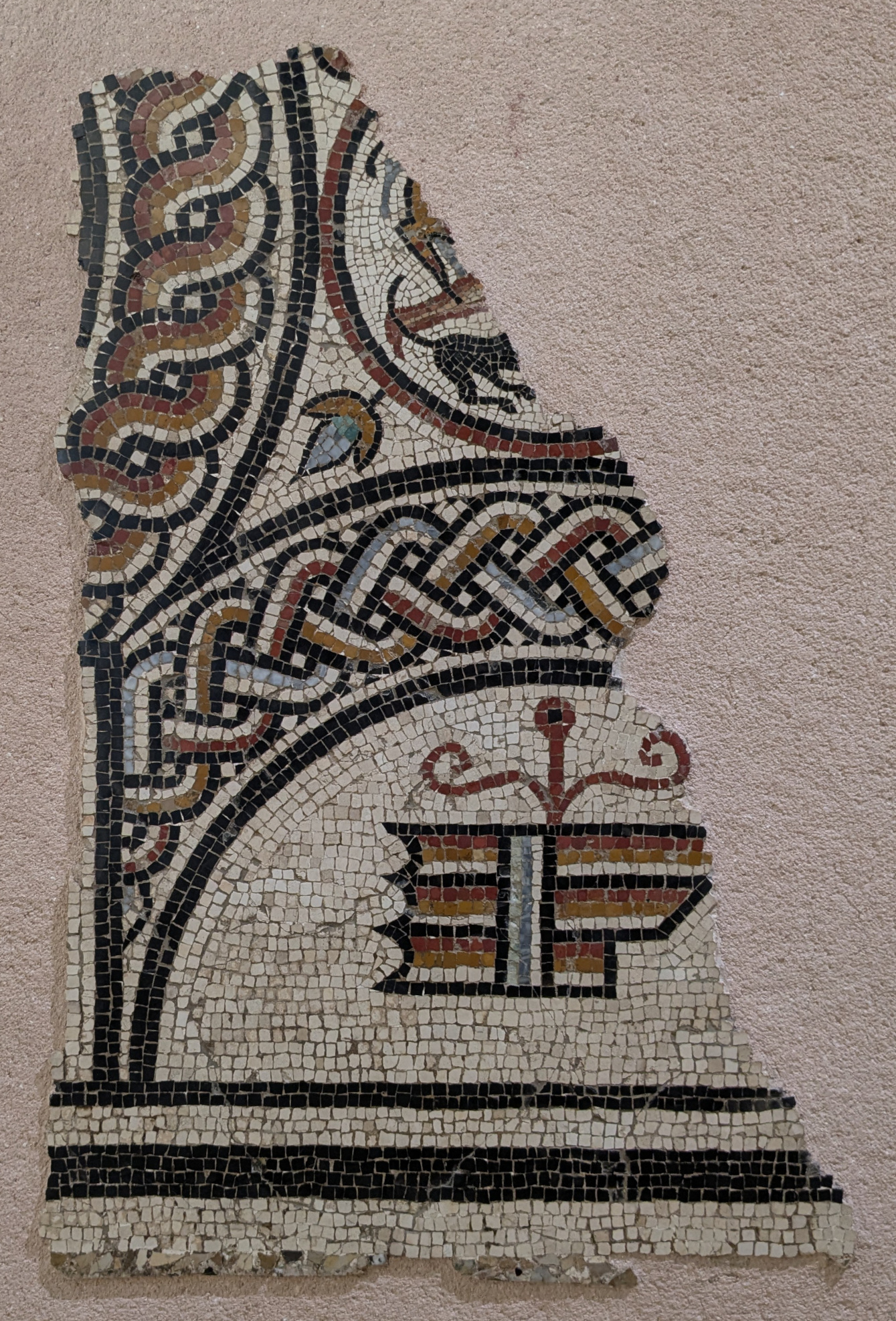
Mosaïque à la flute de Pan, découverte rue Vaubecour.

### Vaise
- Rue du Docteur-Horand
- Place Valmy
- ZAC des Blanchisseries
- ZAC Saint-Pierre
- Rue du Chapeau-rouge
- périphérique nord
- départ de la voie de l'Océan
- la nécropole du quai Arloing
- la maison au Xenia (Gorge de Loup)
- le 14 rue des Tuileries

### Autres
- 62 rue Commandant-Charcot
- nécropole de la rive gauche du Rhône le long du compendium ? 
  - Mausolée des Acceptii, découvert en 1870.

### Ager de Lugdunum
Pendant longtemps, le territoire rural de la cité antique était ignoré et non pris en compte dans l'étude de la vie urbaine. Ce n'est qu'à partir des années 2000 que la question a été réellement prise en compte dans la compréhension de Lugdunum. Durant les années 2010, la question de sa localisation fait l'objet d'un débat avec deux hypothèses différentes. « Pour Mathieu Poux, son territoire s'étendrait à l'ouest jusqu'aux monts du Lyonnais, mais aussi à l'est dans la plaine du Velin et sur une partie du Nord-Isère, compte tenu des traces de centuriations relevées. Or il s'agit d'un secteur traditionnellement considéré comme allobroge, relevant de la cité de Vienne en Narbonnaise. Pour beaucoup de chercheurs en effet, le territoire de Lugdunum en rive gauche du Rhône se serait limité au quartier actuel de la Guillotière. De fait, Jean-Claude Béal préfère envisager une extension orientale du territoire de Lyon allant jusqu'au confluent avec l'Ain, mais au nord du Rhône, ce qui ne porterait pas atteinte au territoire supposé de Vienne. Celui des Ségusiaves se serait quant à lui recentré vers l'ouest, avec Feurs (Forum Segusiavorum) pour chef-lieu. Le débat reste ouvert, sachant qu'il est compliqué par la plasticité des limites des cités antiques, qui n'étaient pas fixées une fois pour toutes ».

#### Décines-Charpieu
Lors de fouilles menées sur le site du Parc Olympique lyonnais, des structures cultuelles ont été découvertes.

#### Messimy
- Maza et al. 2018 : MAZA (Guillaume), TEYSSONNEYRE (Yannick), MIGNOT (Olivier) — Messimy (69), Le Chazeau, Tranche 2. Rapport final d'opération archéologique, Service Régional de l'Archéologie Rhône-Alpes. Limoges : Éveha, 2018. 6 vol.
- Maza 2017 : MAZA (Guillaume) dir. — Messimy (69), Le Chazeau, Tranche 1. Rapport final d'opération archéologique, Service régional de l'Archéologie de Rhône-Alpes. Limoges : Éveha, 2017. 3 vol.

#### Chessy-les-Mines
- Romain Guichon, Benjamin Clément, Aline Colombier-Gougouzian et Nicolas Dubreu, « L’établissement protohistorique et gallo-romain de Chessy-les-Mines (Rhône) », Revue archéologique de l’Est, no 64,‎ 1er décembre 2015, p. 223–273 (ISSN 1266-7706, lire en ligne, consulté le 6 février 2025)
- Pelatan Jean-Pierre. Découvertes préhistoriques à Chessy-les-Mines (Rhône) (Sauvetage archéologique et préhistorique en 1979 avant le passage de la déviation du C.D. 485. In: Bulletin mensuel de la Société linnéenne de Lyon, 50e année, no 10, décembre 1981. pp. 312–321. DOI : https://doi.org/10.3406/linly.1981.10724

## Structures urbaines

### Habitat
Les différentes fouilles ont permis de mettre au jour plusieurs habitats antiques et de procéder à des regroupements selon le style architectural. Ces découvertes sont récentes ; jusqu'aux années 1970, les fouilles n'avaient pas permis de déterminer de typologies, de type architectural ou de technique de construction. On connaissait quelques mosaïques, Fabia et Montauzan avaient fouillé quelques maisons dans les années 1910, mais les éléments recueillis étaient trop épars pour fournir une vue large. Les fouilles des Hauts de Saint-Just de 1973-1974 et du Clos du Verbe Incarné de 1977-1984 ont marqué le début du renouvellement complet des connaissances sur le sujet.
Au début du XXIe siècle, il existe deux types de maisons clairement identifiés à Lyon, celles à atrium et à péristyle.

#### Les maisons à atrium
Elles sont bâties sur la base d'un style méditerranéen précoce dans cette partie de la Gaule. Elles datent généralement de la fin du Ier siècle av. J.-C. :
- La maison à l'opus spicatum découverte sous le pseudo-sanctuaire de Cybèle. Il s'agit de l'exemple type de maison à atrium tétrastyle, édifiée à la fin du Ier siècle, démontrant l'adoption précoce de plan de type méditerranéen[130]. Elle occupe une superficie d'environ 200 m2 (16 × 12 m). On accède à la maison par un seuil donnant d'un côté sur le portique de la rue et sur l'autre sur un vestibule (couloir) bordé de deux boutiques donnant également sous le portique. Le vestibule conduit à un atrium tétrastyle dont le centre est occupé par un bassin pour récupérer les eaux de pluie, l’impluvium, dont le fond est en opus spicatum, d'où la maison tire son nom. La pièce principale est une exèdre dans l'alignement du bassin intégralement ouvert sur l'atrium. Les fondations maçonnées supposent une élévation en briques crues (adobe) et torchis[131].
- La maison au bassin de calcaire découverte sous le pseudo-sanctuaire de Cybèle. Elle partage l'îlot avec la maison à l'opus spicatum. Son élévation est constituée de pans de bois. Une cage d'escalier a été identifiée attestant l'existence d'un étage.
- La maison du Laraire découverte lors des fouilles du Clos du Verbe Incarné[132]. L'accès se fait par la rue à portiques, par un vestibule, séparant quatre boutiques de chaque côté. Ce couloir conduit à un atrium tétrastyle qui donne accès à neuf pièces. Une cage d'escalier atteste l'existence d'un étage, peut-être au-dessus des boutiques[132].
- La maison à l'emblema mosaïqué découverte lors des fouilles du Clos du Verbe Incarné[132].

#### Maisons à péristyle
- La maison aux masques, découverte lors du dégagement des grands thermes publics de la rue des Farges[f 1]. Elle est construite sous le règne de Tibère[m 1]. Cette maison à péristyle doit son nom aux masques en terre cuite découverts lors des fouilles, dont deux sont complets (environ 22 × 18 cm) parmi les fragments d'une dizaine d'autres masques[j 1]. Elle a également livré des décors peints, la peinture aux emblemata du 3e style pompéien : de grands panneaux jaunes et petits panneaux noirs portant des décors de candélabres avec oiseaux, un reste de la composition centrale comportant un édicule jaune bordé sur chaque côté d’emblema, avec des scènes de paysages, notamment Priape entouré de nature.
- La maison aux Xenia[133] : les fouilles du quartier Saint Pierre, à proximité de Gorge-de-Loup à Vaise, mettent au jour une maison occupée au Ier siècle. Les bâtiments sont détruits, mais certains décors peints sont visibles au musée de la Civilisation gallo-romaine.

#### Habitat divers
- La maison aux fresques ou maison à l’hippocampe, chemin de Montauban, lors des fouilles du Clos de la Solitude en juillet et août 1967[134] dans l’angle sud est du terrain. Cette villa, qui comporte au moins cinq pièces desservies par un vestibule, dont au moins une petite pièce (3,30 × 2,65 m) est dotée d’un hypocauste et une autre, probablement un triclinium, possède un décor mural de scènes animales d’où la villa tire son nom : hippocampe ailé et dauphin, chien et coq, poissons. Le dallage est en béton de tuileau[j 1].
- La maison au char découverte lors du dégagement des grands thermes publics de la rue des Farges[f 1] doit son nom aux pièces métalliques d'un char découvertes lors des fouilles[m 2].
- Une maison fouillée au nord de la rue à portique découverte en 1962 lors des fouilles du Clos de la Solitude. Le sol est à la cote 240,04 mètres. Un vestibule d’entrée, dirigé vers le nord, débouche sur un atrium à bassin entouré de plusieurs pièces d’utilisation indéterminée[135].

### Ateliers de poterie antiques
De nombreuses fouilles archéologiques ont retrouvé des ateliers de potiers à Lyon, démontrant que toutes les catégories de céramiques ont été produites sur les différents sites lyonnais, sigillée, à paroi fine, gobelets d'Aco, lampes, amphores, etc. Toutefois, aucun atelier de tuiliers-briquetiers n'a encore été retrouvé.
Les découvertes ont fait très majoritairement ressortir des structures de la période augustéenne, et un peu du premier siècle de notre ère. Aucun atelier des second et troisième siècle n'a été retrouvé, et un seul du quatrième.
- L'atelier Saint-Vincent est le plus ancien, datant peut-être d'avant les débuts de la colonie. Il a probablement produit des olpès[137].
- L'atelier de Loyasse a été en activité entre 30 et 15 av. J.C. et a produit des imitations de sigillée, des céramiques à paroi lisse, dont des gobelets d'Aco signés Hilarus Aco[138].
- L'atelier de la Muette a connu deux périodes d'activité, une importante entre 15 av et 15 ap. J.C. et une à la fin du premier siècle. Lors de la première, les nombreux moules et estampilles importés du centre de production d'Arezzo ont démontré qu'il s'agissait d'une succursale ; réalisant de la sigillée de type italique (il s'agit du seul à Lyon), des lampes, des céramiques à paroi fine. Lors de la seconde période d'activité, l'atelier a essentiellement réalisé des cruches[139].

### Enceinte
L'existence d'une enceinte durant l'antiquité a longtemps été débattue par les historiens. Les dernières découvertes archéologiques ne permettent pas d'établir de tracé exact, ni même de datation formelle.
L'absence de vestiges obligeat les premiers d'entre eux à s'en remettre au témoignage de Tacite (Histoire, I, 64) évoquant le siège des Viennois en 68 et celui de Grégoire de Tours narrant la crue de la Saône de 570 qui emporte une partie des remparts (Histoire des Francs, I, 18). Différents tracés ont été proposés reposant entièrement sur des hypothèses.
Plus récemment, Amable Audin proposa également un tracé en estimant que certains vestiges en faisaient partie, mais son interprétation était très contestable. En effet, la plupart des murs qu'il propose sont en fait de simples murs de soutènement. Jusqu'en 2012, l'existence d'une enceinte durant le Haut empire reste très hypothétique
En revanche, l'existence d'un rempart durant l'antiquité tardive a longtemps semblé plus probable. En effet, Des vestiges ont été découverts contre le chevet de la cathédrale Saint-Jean. Il existe d'autres indices telle la mention de François Artaud de vestiges près de la rue Mercière ou des murs découverts montée de la Grand-côte. Enfin, la découverte montée de la Butte des fondations d'une porte monumentale semblable à la Porta Nigra de Trèves, datée de la fin du IIe siècle ou du début du IIIe siècle renforce l'idée d'une enceinte tardive.
Les fouilles de 2012 place Abbé-Larue mettent au jour et identifient formellement un rempart daté de l'époque augustéenne. Néanmoins, il ne semble pas avoir eu de réelles fonctions défensives, mais aurait été essentiellement honorifique. Ainsi, dès la seconde moitié du Ier siècle, des habitations sont édifiées à l'extérieur et contre lui,.
En l'absence d'éléments archéologiques, les hypothèses sur le tracé des remparts tiennent surtout compte des interdits religieux liés au pomerium, les nécropoles devant être à l'extérieur ; ceci même si quelquefois l'enceinte romaine ne correspond pas exactement au pomérium.

### Sources antiques
- Sénèque, Lettres à Lucilius
- Tacite, Annales

### Sources anciennes
- Claude Bellièvre, Lugdunum priscum et alia nonnulla antiqua, entre 1525 et 1557, Manuscrit conservé à la Faculté de médecine de MontpellierCe document dispose d'une édition par Monfalcon : Claude Bellièvre, Lugdunum priscum, par le président Claude Bellièvre , Lyon : impr. de Dumoulin et Ronet, 1846, Collection des bibliophiles lyonnais.
- Gabriel Simeoni, L'origine e le antichità de Lione, 1559, Manuscrit conservé à la Bibliothèque de TurinCe document dispose d'une édition par Monfalcon : Mélanges sur l'histoire ancienne de Lyon , Lyon : impr. de Bajat, 1846, Collection des bibliophiles lyonnais.
- Guillaume Paradin, « Inscriptions antiques, tumules et épitaphes qui se trouvent en divers endroits de la ville de Lyon », dans Mémoires de l'histoire de Lyon, Lyon, Gryphe, 1573 (BNF 34000180)Ce document est réédité en fac-similé en 1985 aux éditions Dioscor. (BNF 34979429).
- Jacob Spon, Recherche des antiquités et curiosités de la ville de Lyon,...avec un Mémoire des Principaux Antiquaires et curieux de l'Europe, Lyon, Jacques Faeton, 1673 (lire en ligne)
- Claude-François Ménestrier, Histoire civile ou consulaire de la ville de Lyon, justifiée par chartres, titres, chroniques, manuscrits, autheurs anciens & modernes, & autres preuves, avec la carte de la ville, comme elle étoit il y a environ deux siécles, Lyon, Jean-Baptiste & Nicolas de Ville, 1696 (lire en ligne)
- Dominique de Colonia, Histoire littéraire de la ville de Lyon, avec une bibliothèque des auteurs lyonnais, sacrés et profanes, distribués par siècles, Lyon, Fr. Rigollet, 1728-1730, réédité en 1970, Slatkine reprints, Genève (lire en ligne)

### Sources duXIXesiècle
- François Artaud, Lyon souterrain ou observations archéologiques et géologiques faites dans cette ville depuis 1794 jusqu’en 1836, de Nigon, publié par Jean-Bapriste Monfacon, coll. « bibliophiles lyonnais », 1846
- Alphonse de Boissieu, Inscriptions antiques de Lyon : introduites d'après les monuments ou recueillies dans les auteurs, Lyon, Louis Perrin, 1846-1854, 2 vol. lire en ligne le volume 1, Lire en ligne le volume 2
- Alphonse de Boissieu, Ainay. Son autel, son amphithéâtre et ses martyrs, Lyon, Scheuring, 1864, 135 p. (lire en ligne)
- B. Vermorel, Historique des anciennes fortifications de Lyon entre les Terreaux et la Croix-Rousse, Pitrat Ainé, 1881

### Ouvrages de synthèse
- Camille Germain de Montauzan, Les Fouilles de Fourvière en 1911, Lyon, A. Rey,, 1912, 107 p. (BNF 30500827)
- Amable Audin, Essai sur la topographie de Lugdunum, Lyon, Institut des études rhodaniennes de l’université de Lyon, coll. « Revue de géographie de Lyon, Mémoires et Documents » (no 11), 1956 (réimpr. 1964 (3e édition augmentée)), 1re éd., 175 p.
- Amable Audin, Lyon, miroir de Rome dans les Gaules, Paris, 1965
- Françoise Villedieu, Lyon Saint-Jean : Les fouilles de l'avenue Adolphe-Max, Alpara, coll. « Documents d'archéologie en Rhône-Alpes, 3 ; Série lyonnaise, 2 », 1990 (ISBN 2-906190-07-1, lire en ligne)
- C. Arlaud, J. Burnouf, J. Bravard, J. Luriol et A. Vérot-Bourrély, Lyon Saint-Jean, les fouilles de l'îlot Tramassac, Lyon, Alpara, 1994 (ISBN 9782916125299, lire en ligne)
- J. Burdy, Les aqueducs romains de Lyon, Lyon, Presses universitaires de Lyon, 2002, 204 p.
- M.-P. Darblade-Audoin et H. Lavagne (dir.), Lyon. Recueil général des sculptures sur pierre de la Gaule, t. II, Paris, 2006, 218 p.
- Anne-Catherine Le Mer (dir.) et Claire Chomer (dir.), Carte archéologique de la Gaule : Lyon 69/2, Paris, 2007, 883 p. (ISBN 2-87754-099-5)
- [GaF 2012] Armand Desbat (dir.), Hugues Savay-Guerraz (dir.), Jean-Paul Bravard et Anne Pariente, Lyon antique : Guide archéologique de la France, Paris, Éditions du patrimoine - Centre des monuments nationaux, 2012, 136 p. (ISBN 978-2-7577-0195-9)
- André Pelletier, Quand Lyon s'appelait Lugdunum, Éditions lyonnaise d'art et d'histoire, 2016, 160 p. (ISBN 978-2-84147-334-2)
- Jean Burdy, L'alimentation en eau de Lugdunum, L'Eau à Lyon, 2017 (ISBN 978-2-9558249-1-7)
- Paul Chopelin et Pierre-Jean Souriac, Nouvelle histoire de Lyon et de la métropole, Privat, coll. « Histoire des villes et des régions : histoire », 2019, 958 p. (ISBN 978-2-7089-8378-6)
- Michel Lenoble (dir.), Atlas topographique de Lugdunum : Lyon - Fourvière, vol. I, Dijon, Société archéologique de l'Est, coll. « Revue archéologique de l'Est - supplément » (no suppl. 47), 2019, 580 p. (ISBN 978-2-915544-41-1, ISSN 1773-6773).

### Rapport de fouilles
- C. Arlaud, Place des Terreaux, 69001 Lyon, rapport de fouille, DRAC SRA Rhône-Alpes, 1994, 3 vol.

### Ouvrages collectifs
- Pierre Wuilleumier, Amable Audin et André Leroi-Gourhan, L'église et la nécropole Saint-Laurent dans le quartier lyonnais de choulans, étude archéologique et étude anthropologique, Lyon, Institut d'études rhodaniennes de l'université de Lyon, coll. « Mémoires et documents » (no 4), 1949
- Amable Audin, « L'édifice municipal des Minimes », dans Notes d'épigraphie et d'archéologie lyonnaises, Musées de la ville de Lyon, coll. « Travaux édités sous les auspices de la ville de Lyon » (no 5), 1976, p. 55-60
- Armand Desbat, « Lyon et ses fleuves dans l'antiquité », dans Lyon au fil des fleuves. catalogue d'exposition à l'ELAC, Chatillon-sur-chalaronne, 1982, p. 29-37
- Armand Desbat, Les fouilles de la rue des Farges 1974-1980, Groupe Lyonnais de Recherche en Archéologie Gallo-romaine, 1984, 107 p. (présentation en ligne)
- B. Mandy, « Le forum de Lyon, état de la question », dans Los foros romanos de las provincias occidentales. Actes de la table ronde (valence, janvier 1986), Madrid, 1987, p. 179-183
- Christian Goudineau (dir.), Armand Desbat, Martine Genin, Colette Laroche et Philippe Thirion, « La chronologie des premières trames urbaines à Lyon », dans Aux origines de Lyon, Lyon, Alpara Collection, coll. « DARA, 2 - Série lyonnaise 1 », 1989, 128 p. (ISBN 9782906190061, DOI 10.4000/books.alpara.1533, lire en ligne), p. 95-118
- C. Godard, « La sigillée : formes et fréquences à travers un lot de la fin du IIe s. ap. J.-C. et l'horizon de la dernière moitié du IIIe siècle de l'habitat du Verbe incarné à Lyon », dans Actes du congrès de la S.F.E.C.A.G. (Lezoud, 1989), Marseille, 1989, p. 71-78
- F.-R. Cottin, « L'amphithéâtre des Trois Gaules et le couvent de la Déserte », dans Mélanges d'archéologie offerts par ses amis à Amable Audin in memoriam, Lyon, Association des amis du musée de la civilisation gallo-romaine de Lyon, 1990, p. 87-102
- N. Navarre, « Le matériel sigillé du niveau d'abandon de la rue des Farges à Lyon », dans Actes du congrès de la S.F.E.C.A.G. (Rouen 1995), Marseille, 1995, p. 323-339
- A. Desbat et M. Picon, « La céramique métallescente de Lyon, typologie, chronologie et provenance », dans Actes du congrès de la S.F.E.C.A.G. (Dijon 1996), Marseille, 1996, p. 475-488
- Armand Desbat et E. Delaval, « Colonia Copia Claudia Augusta Lugdunum, Lyon à l'époque de Claude », dans Claude de Lyon empereur romain. Actes du colloque (Paris-Lyon-Nancy, septembre 1992), Paris, Presses de l'Université Paris-Sorbonne, 1998, p. 407-431
- A. Desbat et C. Godard, « La chronologie des céramiques métallescentes : l'exemple de Lyon. Céramiques engobées et métallescentes gallo-romaines », dans actes du colloque de Louvain-la-Neuve, mars 1995, 1999, p. 377-391
- G. Maza, « Les importations de céramique fine méditerranéenne à Lyon (IIe – Ier siècle av. J.-C.) », dans Actes du congrès de la SFECAG, Marseille, 2001, p. 413-444
- Lyon avant Lugdunum, exposition au musée des la civilisation gallo-romaine, 2003.
  - G. Maza, « Les fossés du Verbe Incarné », dans Lyon avant Lugdunum, exposition au musée des la civilisation gallo-romaine, Gollion, 2003, p. 102-105
  - G. Maza, « Les importations méditerranéennes », dans Lyon avant Lugdunum, exposition au musée des la civilisation gallo-romaine, Gollion, 2003, p. 140-143
  - E. Plassot et A. Desbat, « Le site du la rue du Souvenir », dans Lyon avant Lugdunum, exposition au musée des la civilisation gallo-romaine, Gollion, 2003, p. 130-133
  - A. Desbat, « Une occupation romaine antérieure à Lugdunum ? », dans Lyon avant Lugdunum, exposition au musée des la civilisation gallo-romaine, Gollion, 2003, p. 124-129
- Lugdunum, naissance d'une capitale, exposition au musée gallo-romain de Fourvière, 2005.
  - Armand Desbat (dir.) et Ph. Thirion, « La colonie retrouvée. La première trame urbaine du plateau de la Sarra », dans Lugdunum, naissance d'une capitale, exposition au musée gallo-romain de Fourvière, Gollion - Suisse, Infolio éditions, 2005, p. 68-75
  - Armand Desbat (dir.), « Les fouilles de Fourvière. État 1, état 2, état 3, état 4 », dans Lugdunum, naissance d'une capitale, exposition au musée gallo-romain de Fourvière, Gollion - Suisse, Infolio éditions, 2005, p. 105-130
  - Armand Desbat (dir.), « Historique des recherches », dans Lugdunum, naissance d'une capitale, exposition au musée gallo-romain de Fourvière, Gollion - Suisse, Infolio éditions, 2005, p. 97-100
- Hugues Savay-Guerraz (dir.), Rencontres en Gaule romaine, 2005
  - Hugues Savay-Guerraz (dir.) et Grégoire Ayala, « Un port fluvial à Lugdunum sur les bords de Saône », dans Rencontres en Gaule romaine, Infolio, 2005 (ISBN 2-88474-118-6), p. 91-94
  - Hugues Savay-Guerraz (dir.) et Agnès Vérot-Bourrely, « Le parc Saint-Georges à Lyon, site antique de confluence », dans Rencontres en Gaule romaine, Infolio, 2005 (ISBN 2-88474-118-6), p. 95-98
- Rites funéraires à Lugdunum, 2009.
  - Christian Goudineau (dir.) et Hugues Savay-Guerraz, « Les découvertes funéraires à Lyon, des antiquaires aux fouilles récentes », dans Rites funéraires à Lugdunum, Paris, Errance, 2009, p. 63-82
- S. Lemaître (dir.), C. Batigne-Vallet (dir.), Michèle Monin et P. Dessaint, « Le rempart de Lugdunum », dans Abécédaire pour un archéologue lyonnais : mélanges offerts à Armand Desbat, Autun, M. Mergoil, coll. « Archéologie et histoire romaine » (no 31), 2015, p. 277-285
- M. Lenoble, Atlas topographique de Lugdunum, I, Lyon-Fourvière, 2018.
  - Michèle Monin, « Feuille 5, Loyasse », dans Atlas topographique de Lugdunum, I, Lyon-Fourvière, Dijon, UMR 6298, ARTEHIS, Université de Bourgogne, (Revue archéologique de l’Est, supp. 47), 2018
  - Armand Desbat, « la topographie de Lugdunum », dans Atlas topographique de Lugdunum, I, Lyon-Fourvière, Dijon, UMR 6298, ARTEHIS, Université de Bourgogne, (Revue archéologique de l’Est, supp. 47), 2018, p. 525-548

### Articles
- E.-C. Martin-Daussigny, « Note au sujet du canal des Terreaux », Revue du Lyonnais, nouv. série, 26,‎ 1863, p. 384-385
- Philippe Fabia et Camille Germain de Montauzan, « Rapport sur les fouilles de Fourvière en 1925 », C.R.A.I., Paris,‎ 1926, p. 140-145
- Amable Audin, « essai sur la topographie de Lugdunum », Revue de géographie de Lyon, Mémoires et Documents, 11, Lyon,‎ 1956
- J. Guey et A. Audin, « L'amphithéâtre des Trois Gaules à Lyon. Rapport préliminaire aux fouilles (première partie) », Gallia, no 20.1,‎ 1962, p. 117-145
- J. Guey et A. Audin, « L'amphithéâtre des Trois Gaules à Lyon. Rapport préliminaire aux fouilles (deuxième partie) », Gallia, no 21,‎ 1963, p. 125-154
- B. Mandy, « Le quartier antique du Verbe incarné », Les Dossiers d'histoire et archéologie, no 78,‎ 1983, p. 23-26
- Amable Audin, « Dossier des fouilles du sanctuaire de Cybèle et de ses abords », Gallia, nos 43-1,‎ 1985, p. 81-126
- B. Mandy, E. Hernandez et R. Mar, « Lyon : plaidoyer pour de nouvelles recherches, les théâtres de la Gaule romaine », Les Dossiers d'histoire et archéologie, no 134,‎ 1989, p. 30-35
- Armand Desbat, « Note sur l'apparition des constructions à arases de briques dans la région lyonnaise », Gallia, no 49,‎ 1992, p. 45-50
- Armand Desbat, « Nouvelles recherches à l'emplacement du prétendu sanctuaire lyonnaise de Cybèle », Gallia, no 55,‎ 1998, p. 237-277
- Gr. Ayala, « Lyon Saint-Jean : évolution d'un mobilier céramique au cours de l'antiquité tardive », R.A.E., no 49,‎ 1998, p. 207-247
- Armand Desbat et Jean-Paul Lascoux, « Le Rhône et la Saône à Lyon à l'époque romaine. Bilan archéologique. », Gallia, t. 56,‎ 1999, p. 45-69 (lire en ligne)
- M. Monin, D. Fellague et É. Bertrand (coll.), « Le cirque de Lugdunum : données anciennes et récentes », Gallia, nos 67-2,‎ 2010, p. 41-68
- Agnès Verot‑Bourrely, Jacqueline Argant, Laurent Bouby, Catherine Latour‑Argant et Sophie Martin, « Evolution d’un paysage de confluence de la Protohistoire à l’époque gallo-romaine : géomorphologie et paléoenvironnement du site parc Saint-Georges à Lyon (Rhône - France) », Quaternaire, vol. 21/4,‎ 2010, p. 413-423 (lire en ligne)
- Daniel Frascone, « Une nouvelle hypothèse sur le sanctuaire des Trois Gaules à Lyon », Revue Archéologique de l’Est, no 60,‎ 2011, p. 189-216 (lire en ligne)
- Armand Desbat, « Le sanctuaire des Trois Gaules et la question du forum provincial », Revue Archéologique de l’Est, no 65,‎ 2016, p. 302-323 (lire en ligne)
- Michel Lenoble, « Les vestiges antiques de l’Angélique à Lyon 5e », Revue archéologique de l’Est, t. 67,‎ 2019 (lire en ligne)

### Thèses
- E. Delaval, L'habitat privé de deux insulae de la ville haute de Lugdunum -Lyon) sous le haut-empire romain, thèse de doctorat, Université de Provence Aix-Marseille 1, 1995, 9 vol.